# Kościół św. Wawrzyńca w Norymberdze

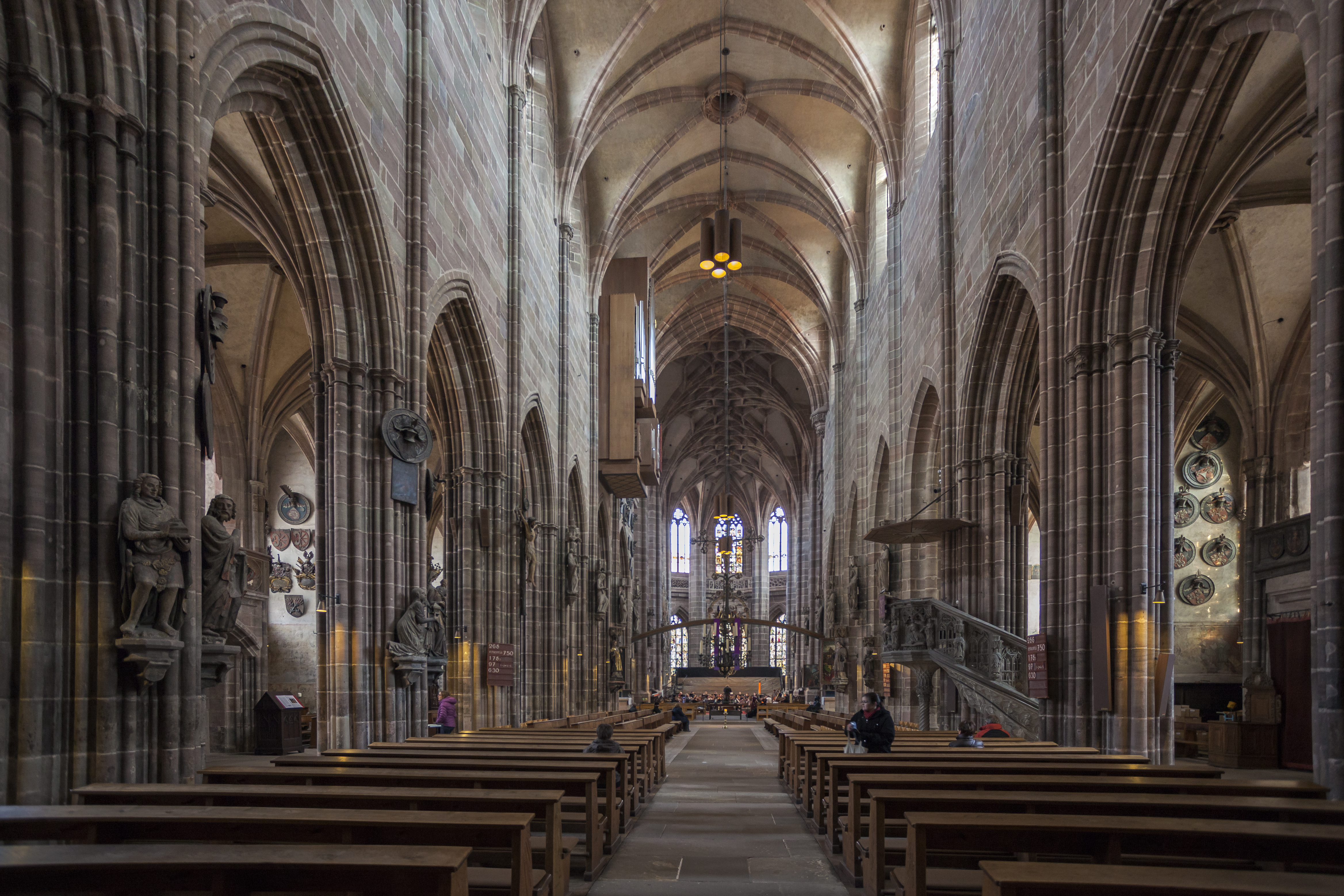
Widok ogólny wnętrza

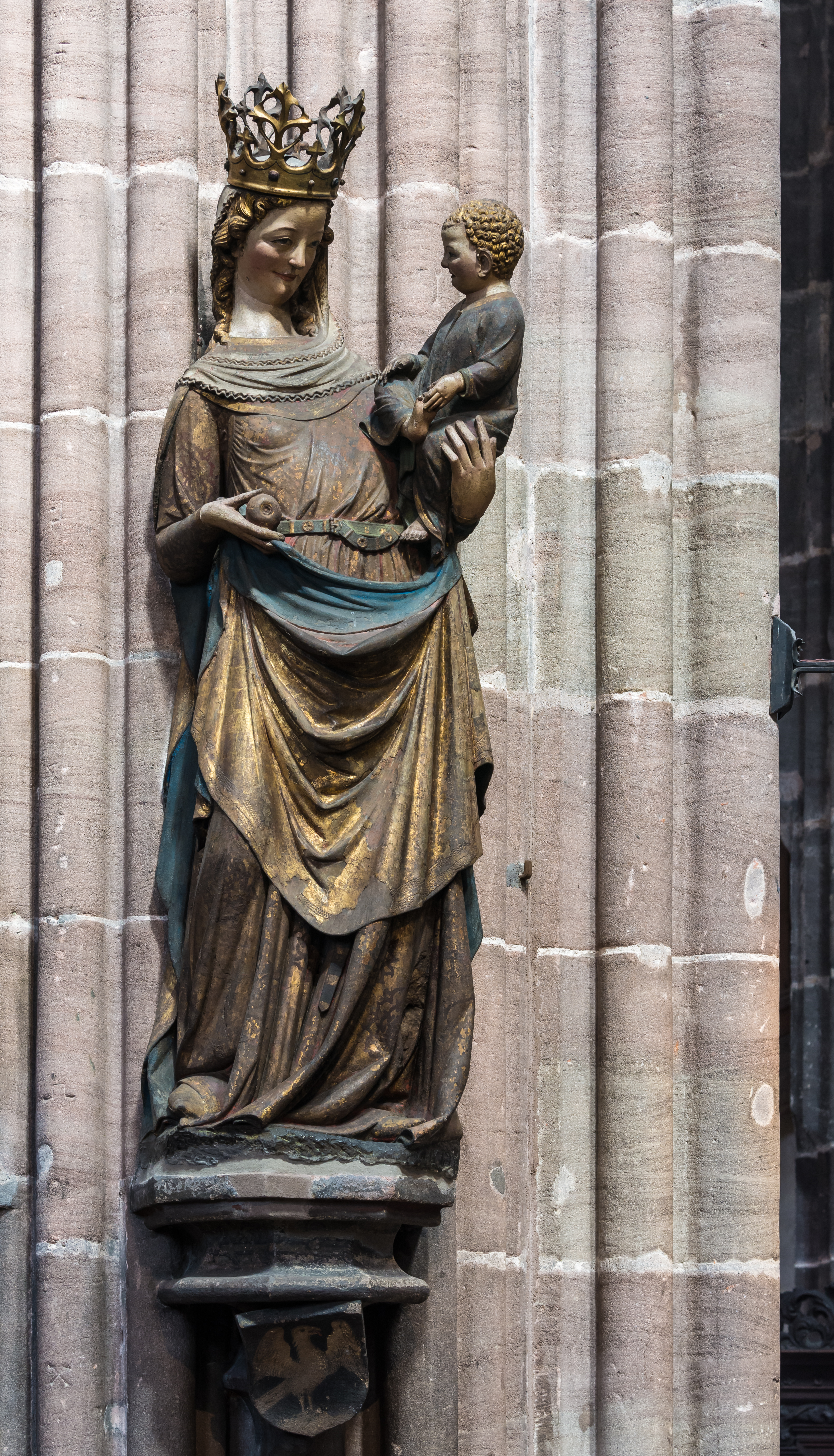
Madonna z Dzieciątkiem, ok. 1340 r.

Kościół Świętego Wawrzyńca (niem. St. Lorenz-Kirche) – jeden z najważniejszych i największych średniowiecznych kościołów w Norymberdze w Niemczech. Usytuowany jest przy placu którego nazwa dedykowana jest patronowi świątyni (niem. Lorenzer Platz) w południowej części historycznej Norymbergi.  

## Dzieje
Budowa świątyni trwała długo, powstawała ona w dwóch fazach. Bazylikowy, trójnawowy korpus powstał w latach 1270–1350, natomiast halowe prezbiterium dobudowano w latach 1439–1477. Przed reformacją świątynia, podobnie jak obszar cały położony na południe od rzeki Pegnitz, przynależała do diecezji w Eichstatt. Jest odpowiednikiem miejskiego Kościoła św. Sebalda, znajdującego się w północnej części miasta. Po znacznych zniszczeniach z okresu II wojny światowej świątynię odbudowano.

## Architektura
Kościół składa się z trójnawowego korpusu nawowego, zamkniętego od strony zachodniej elewacją frontową, flankowaną dwoma wieżami oraz poligonalnie zamkniętego chóru z halowym obejściem. Bazylikowy korpus nawowy podzielono na osiem przęseł. Zastosowano tu jednolity schemat konstrukcji. Sklepienia krzyżowo-żebrowe wsparte są na profilowanych służkach zwieńczonych kielichowymi kapitelami. Służki przylegają do filarów międzynawowych, zaś w przypadku naw bocznych do wewnętrznych elewacji murów obwodowych albo filarów arkad, dzielących nawy od kaplic. Okna nawy głównej usytuowane są wysoko ponad arkadami międzynawowymi, tuż u nasady sklepień.
Późnogotyckie prezbiterium, które wraz z ambitem tworzą układ halowy, nakryte jest wewnątrz sklepieniem sieciowym. Ściany ambitu podzielono na dwie kondygnacje; ostrołukowe okna zdobią maswerki. Przy południowym ramieniu ambitu znajduje się kruchta z portalem oraz (powyżej) zakrystia, do których od strony wschodniej przylega ośmioboczna wieżyczka schodowa.
| Wymiary kościoła   | Nawa główna        | Nawy boczne       | Chór z obejściem   |
| ------------------ | ------------------ | ----------------- | ------------------ |
| Długość: 91,20 m   | Wysokość: 24,20 m  | Wysokość: 11,50 m | Wysokość: 24,20 m  |
| Szerokość: 30,00 m | Szerokość: 10,40 m | Szerokość: 5,90 m | Szerokość: 28,60 m |

Wieże liczą 81 m wysokości.

### Elewacja frontowa
Reprezentacyjny charakter ma elewacja frontowa z dwoma wieżami po bokach. Składa się z trzech zasadniczych stref. Dolną wypełnia masywny ostrołukowy portal, o bogatej dekoracji rzeźbiarskiej. Na trumeau umieszczony został pełnoplastyczny posąg Madonny z Dzieciątkiem. Przy ościeżach posągi Adama i Ewy. Nadproże wypełniają reliefy ze scenami figuralnymi rozmieszczonymi pod dwoma ostrołukowymi arkadami. Sceny te tworzą cykl bożonarodzeniowy: Narodziny Chrystusa, Pokłon Trzech Króli oraz Rzeź niewiniątek, Ofiarowanie Jezusa w świątyni i Ucieczka do Egiptu. Ponad arkadami wizerunki proroków. Wydatny ostrołukowy tympanon wypełniają kolejne sceny rozmieszczone w czterech poziomach. Najniżej ukazano cykl pasyjny z Grupą Ukrzyżowania pośrodku, natomiast w trzech górnych strefach ukazano Sąd Ostateczny: najniżej podzielona na dwie części scena Wskrzeszenia umarłych, wyżej dwa orszaki ludu wędrującego do niebios (co symbolizuje anioł pośród ludu) i piekła, którego znakiem jest szeroko otwarta paszcza bestii. W najwyższej strefie pośrodku tronujący Bóg Ojciec w asyście aniołów. Na archiwoltach figury proroków i apostołów. Po bokach portalu u góry dwie tarcze z herbami Królestwa Czech i księstwa świdnickiego, co jest odniesieniem do cesarskiej pary Karola IV Luksemburskiego i Anny Świdnickiej.
Ponad gzymsem, ozdobionym ornamentami roślinnymi wąski balkon, którego balustradę zdobi bogata i zróżnicowana dekoracja maswerkowa oraz pośrodku tarcza z herbem Rzeszy, tworzący wraz ze wspomnianą parą herbów integralną całość. Środkową część fasady niemal w całości wypełnia rozeta, która składa się z cofniętego względem lica fasady okna z dekoracją maswerkową oraz jego "obramienia", który tworzą koncentrycznie ułożone trójliście, wpisane w koła czwórliście oraz wimpergi z fialami. Maswerki okna rozety charakteryzują się kombinacją motywów czysto architektonicznych. Pośrodku motyw stylizowanego ośmiopłatkowego kwiatu wpisanego w gwiazdę, do której dopasowano osiem ostrołukowych, dwudzielnych arkad, przy czym łuki czterech arkad skierowano ku środkowi, pozostałe naprzemianlegle ku obwodowi.  
Górną strefę tworzy trójkątny, trójkondygnacyjny, siedmioosiowy szczyt, przy czym środkową oś podkreśla pięciokondygnacyjna wieżyczka. Dekoracja maswerkowa zdobi zarówno okna i przylegające do nich balustrady. Akcenty wertykalne budują wysmukłe fiale.

## Wystrój wnętrza
Mimo burzliwych dziejów, zwłaszcza zniszczeń wojennych, wnętrze historycznej fary zachowało bogaty wystrój, pochodzący głównie z XIV–XVI stuleci. Większość dzieł sztuki to fundacje mieszczańskie, głównie lokalnych patrycjuszy z rodów m.in. Imhoffów, Tucherów, Volckammerów etc. Wielu dobrodziejów norymberskiej fary (a także ich rodzin) znanych jest z wizerunków dopełniających kompozycje dzieł o czysto religijnym charakterze; zwłaszcza na rzeźbionych i malowanych epitafiach; ale także na witrażach i niektórych retabulach ołtarzowych. Podstawowym wyróżnikiem świadczącym o kluczowym znaczeniu mieszczan w kontekście świątyni są liczne tarcze herbowe figurujące nie tylko obok wspomnianych wizerunków, ale także na licznych kartuszach nagrobnych i kolejnych oknach witrażowych, pozbawionych scen religijnych.
Swoje donacja zachowali także cesarze (Ludwik IV Bawarski oraz Fryderyk III Habsburg) oraz duchowni. Spośród autorów dzieł wyróżniają się m.in. Hans Pleydenwurff, Michael Wolgemut, Adam Krafft, Wit Stwosz, a także Hans Baldung Grien i Albrecht Dürer.

### Sakramentarium

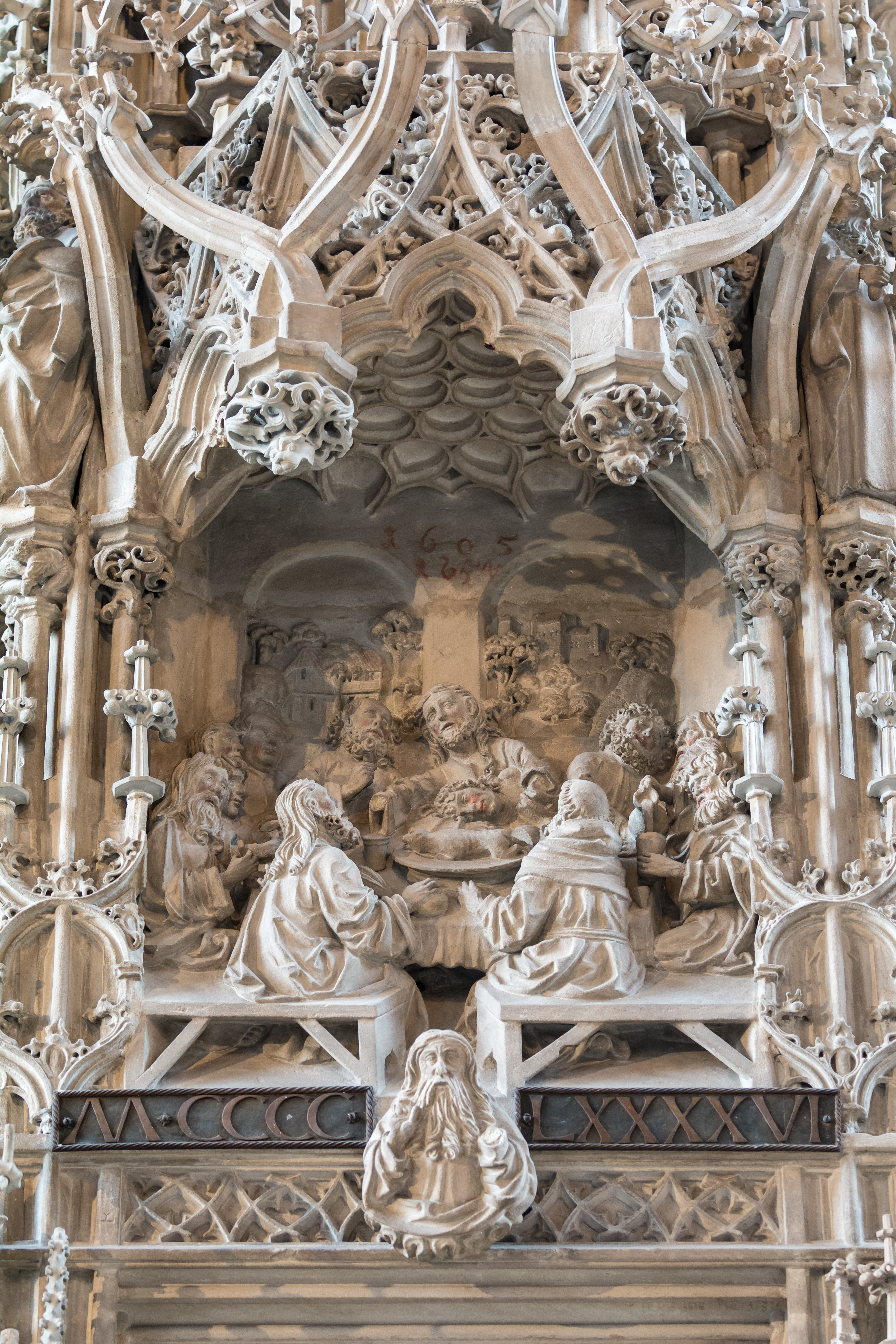
Fragment sakramentarium Adama Kraffta ze sceną Ostatniej Wieczerzy

W prezbiterium wyróżnia się kamienne gotyckie sakramentarium, ufundowane przez Hansa IV Imhoffa. Dzieło powstało w latach 1493–1495. Ma formę wysmukłej wieży o wysokości 20,1 m. Jej wierzchołek jest lekko wygięty, ze względu na styczność ze sklepieniami. Bogatą dekorację tworzy repertuar form typowych dla późnego gotyku, nadto ukazano rzeźbione przedstawienia figuralne, których program ikonograficzny koncentruje się wokół Eucharystii i Pasji Chrystusa: cykl ten tworzą przedstawienia Ostatniej Wieczerzy, Ukrzyżowania i Wniebowstąpienia Jezusa Chrystusa. Twórcą sakramentarium był norymberski mistrz Adam Krafft (przed 1460–1509), który uwiecznił się sam w jednej z trzech pełnoplastycznie ukazanych postaci, podtrzymujących konstrukcję.

### Pozdrowienie Anielskie

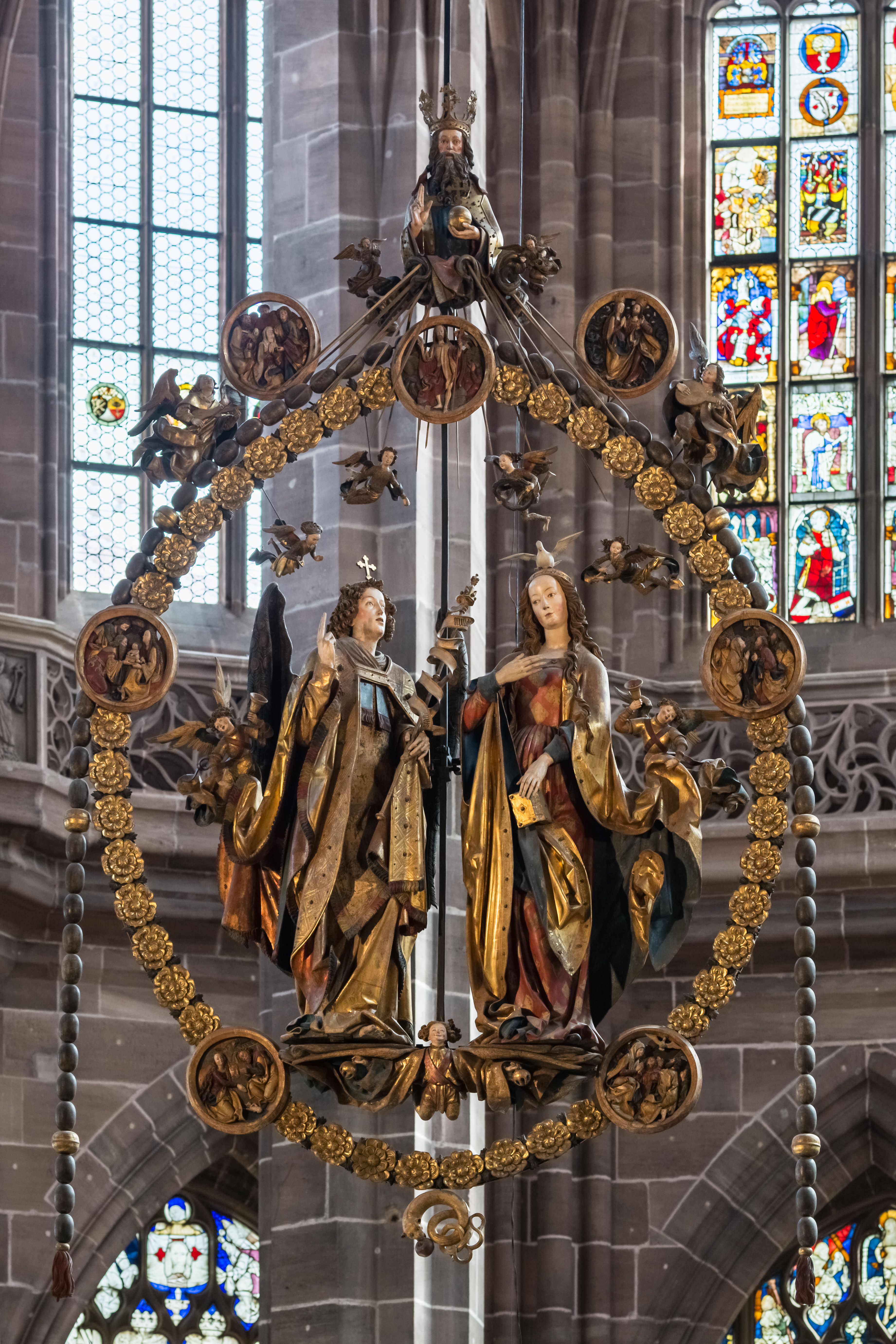
Wit Stwosz, Pozdrowienie Anielskie

W środkowej części prezbiterium znajduje się wisząca grupa rzeźbiarska znana jako Pozdrowienie Anielskie (niem. Engelsgruss), ufundowana przez miejscowego patrycjusza Antona II Tuchera, wykonana w latach 1515–1517. Należy do czołowych dzieł Wita Stwosza z okresu norymberskiego (tj. po wyjeździe z Krakowa w 1496 roku). Pośrodku ażurowej kompozycji  pełnoplastyczne figury Archanioła Gabriela i Marii, tworzące scenę Zwiastowania, asystują im Bóg Ojciec ukazany ponad nimi oraz muzykujące aniołki. Kompozycję zamyka owalny wieniec różańca, tj. po dziesięć stylizowanych różyczek rozdzielonych plakietkami z reliefami ze scenami Narodzin Chrystusa, Pokłonu Trzech Króli, Zmartwychwstania, Wniebowstąpienia oraz Zesłania Ducha Świętego. U góry dwie plakietki z Zaśnięciem i Koronacją Marii, na ich rewersach malowane przedstawienia słońca i księżyca. Przez taki sposób ukształtowania dzieła Matka Boska została ukazana nie tylko jako Maria Humilitas wypełniająca akt Wcielenia, ale także jako Królowa Niebios i Niewiasta Apokaliptyczna.

### Ołtarze

#### Ołtarz Imhoffów
Dzieło powstało w latach 1418–1422, z inicjatywy patrycjusza norymberskiego Konrada Imhoffa. Pierwotnie miał formę poliptyku. Kompozycję tworzy scena Koronacji Marii przez Chrystusa (pośrodku), w asyście apostołów św. Jakuba Młodszego i św. Filipa oraz adorującego fundatora z trzema kolejnymi żonami (ukazanych na skrzydłach bocznych).  Pierwotnie na rewersach Chrystus jako Vir Dolorum w asyście Marii i św. Jana. Badacze dzieła dopatrują się tu dwóch anonimowych mistrzów: tzw. Mistrza Ołtarza Imhoffów (awers, umieszczony in situ) oraz Mistrza Ołtarza Bamberskiego lub Mistrza Ołtarza Deichslera (malowidło rewersu obecnie w Germanisches Nationalmuseum).

#### Ołtarz Deocarusa

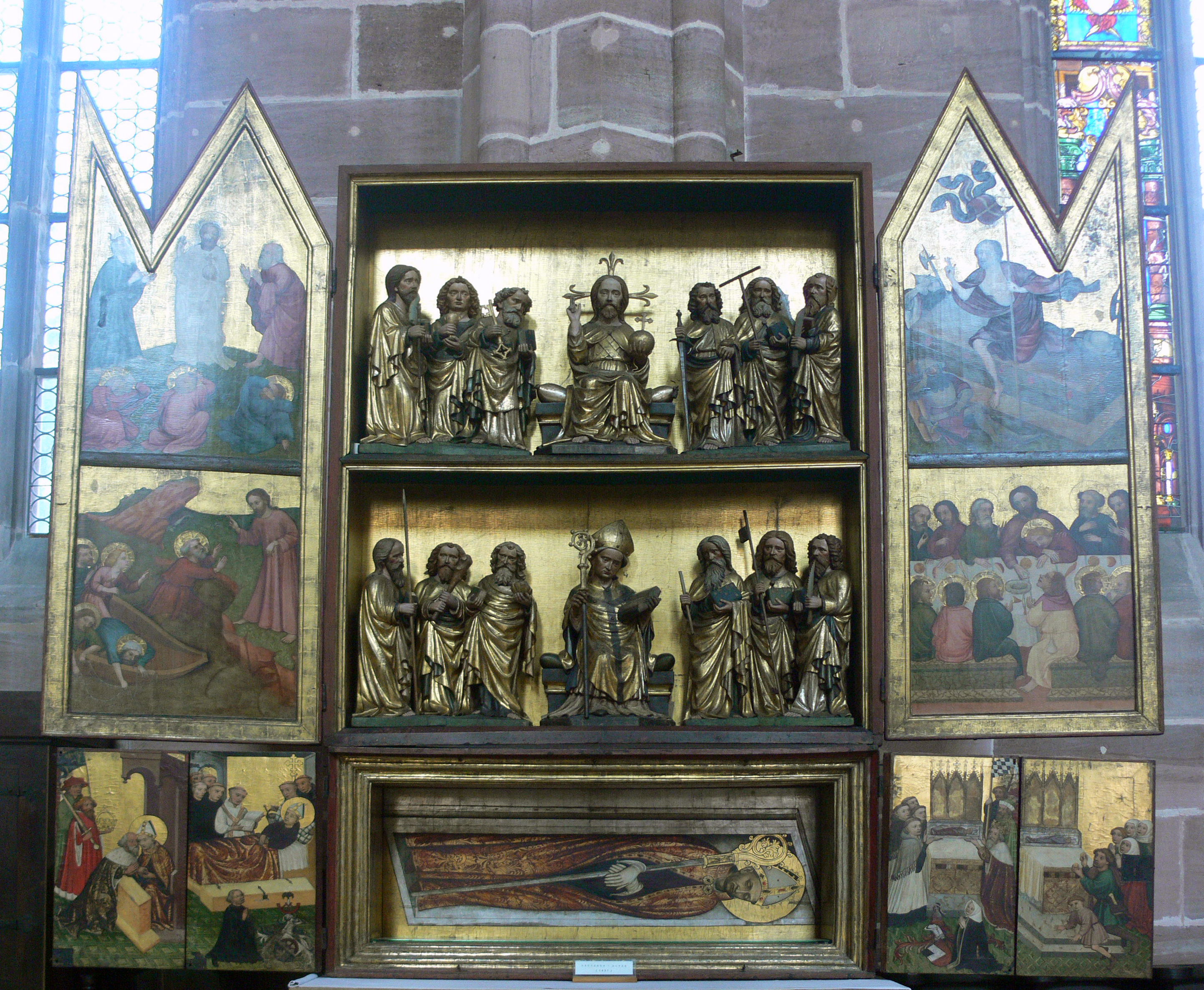
Ołtarz Deocarusa – widok ogólny

Swoją nazwę zawdzięcza Deocarusowi, pełniącemu od ok. 800 r. funkcję opata w klasztorze Herrieden, spowiednikowi Karola Wielkiego. Relikwie opata w 1316 roku ofiarował kościołowi Św. Wawrzyńca cesarz Ludwik IV Bawarski z dynastii Wittelsbachów. Obecne zachowane na miejscu dawnego ołtarza retabulum jest fundacją patrycjusza Andreasa Volckamera z lat 1437/38. Ma formę tryptyku, z dwoma parami skrzydeł; górnymi zamykającymi szafę korpusu oraz dolnymi zamykającymi predellę – relikwiarz. Korpus podzielony jest horyzontalnie na dwie części, gdzie umieszczono w dwóch grupach pełnoplastyczne wizerunki Dwunastu Apostołów, pomiędzy którymi umieszczono figury Chrystusa i św. Deocarusa. Skrzydła boczne są malowane, zawierają sceny Połowu ryb przez Piotra, Przemienienie Pańskie, Ostatnią Wieczerzę, Zmartwychwstanie. Na predelli malowany wizerunek leżącego św. Deocarusa, na zamykających ją skrzydłach sceny z żywota świętego: spowiedź Karola Wielkiego u Deocarusa, Śmierć Deocarusa, Uzdrowienie ślepych młodzianków oraz translacja relikwii przez cesarza Ludwika IV Wittelsbacha.  

#### Ołtarz Świętego Rocha
Późnogotyckie retabulum ołtarzowe jest fundacją rodu Imhoffów, jako wotum za ocalenie z epidemii dżumy, która w 1483/84 nawiedziła Norymbergę. Patron ołtarza został ukazany w asyście anioła pod baldachimem z dekoracją maswerkową, wspartym na kolumienkach o wysmukłych, spiralnych trzonach. Na zwieńczeniu figura św. Sebastiana, drugiego obok św. Rocha głównego patrona chroniącego od zarazy. W predelli drewniane popiersie relikwiarzowe św. Fabiana. Na skrzydłach bocznych kwatery ze scenami z żywotów świętych Rocha i Sebastiana.   

#### Ołtarz Świętej Katarzyny

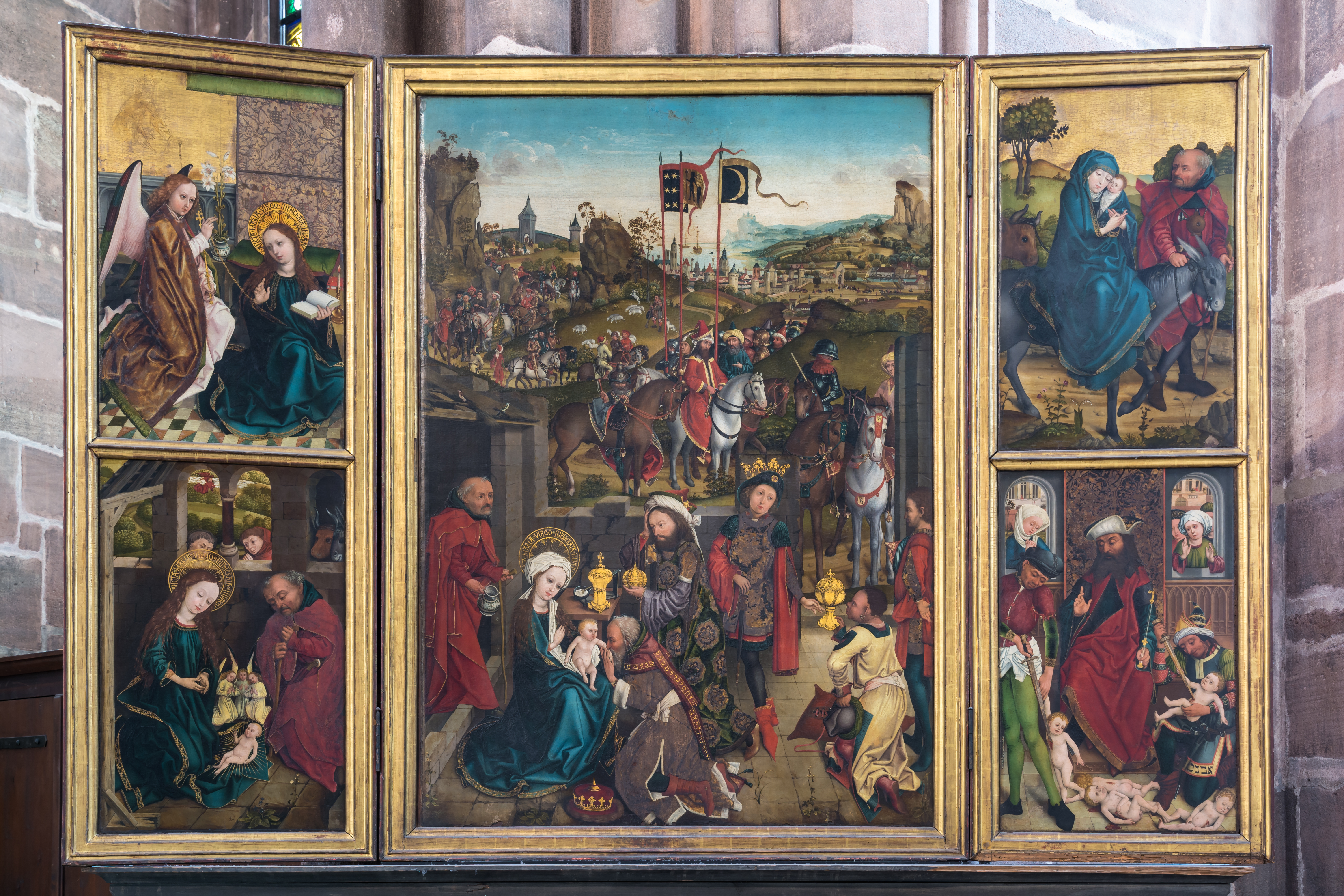
Ołtarz Trzech Króli

Późnogotyckie retabulum w formie tryptyku ufundował rajca norymberski Levinius Memminger około 1485/86 r. W korpusie trzy pełnoplastyczne figury, św. Katarzyny Aleksandryjskiej w asyście świętej Heleny (matki cesarza Konstantyna I Wielkiego) i św. Liwina Gandawskiego - patrona fundatora ołtarza. Na awersach skrzydeł bocznych ukazano Czternastu Wspomożycieli z wyróżnieniem św. Katarzyny oraz cud znalezienia krzyża przez św. Helenę, na rewersach żywoty św. Katarzyny i św. Liwina. Malowidła przypisuje się Michaelowi Wolgemutowi, czołowemu norymberskiemu malarzowi i drzeworytnikowi 4. ćwierci XV stulecia, znanego m.in. jako jednego z nauczycieli Albrechta Dürera.

#### Ołtarz Trzech Króli
Wykonane ok. 1460 r. późnogotyckie retabulum ołtarzowe ma formę tryptyku. Na awersach skrzydeł bocznych ukazano Zwiastowanie, Boże Narodzenie oraz Ucieczkę Świętej Rodziny do Egiptu i  Rzeź Niewiniątek z tronującym Herodem. Środkową tablicę wypełnia scena Pokłonu Trzech Króli ukazana w konwencji narracyjno-symultanicznej; główną scenę uzupełnia wątek przybycia Mędrców ze Wschodu wraz z licznym orszakiem. Dopełnieniem kompozycji jest rozległa sceneria krajobrazowo-architektoniczna z widokiem miasta w głębi. Obraz charakteryzuje się wpływami malarstwa staroniderlandzkiego, zachowaniem ówczesnych form architektonicznych i dbałością o detale. Postaci mają typowe dla późnego średniowiecza bogato zdobione kostiumy. Dzieło jest przypisywane Hansowi Pleydenwurffowi, norymberskiemu malarzowi działającego w 3. ćwierci XV w.

### Witraże

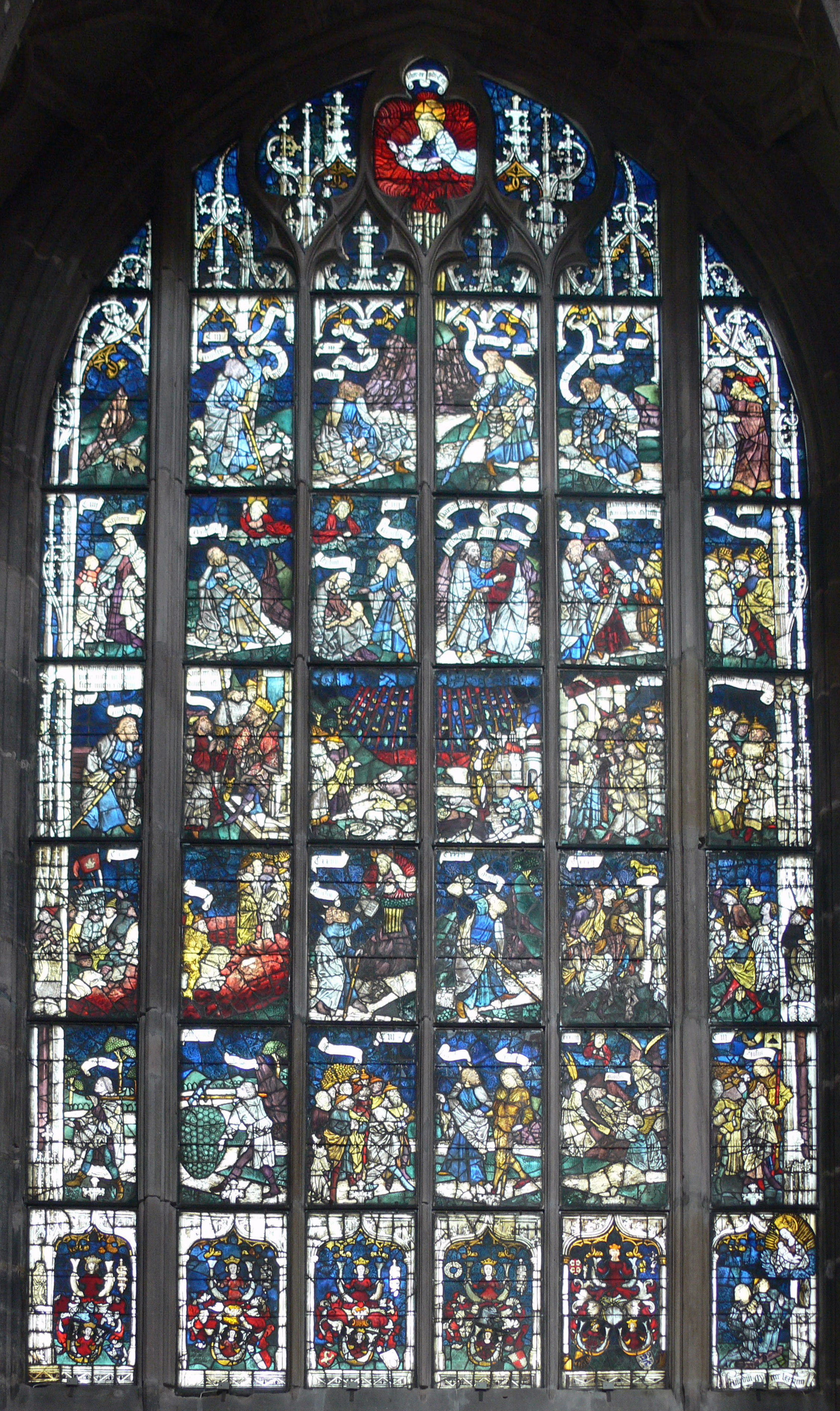
Witraż Rieterów

#### Witraż Cesarski
We wschodniej części prezbiterium, na osi znajduje się witraż Cesarski (Kaiserfenster) ufundowany przez Fryderyka III Habsburga w latach 1476/77,  projekt sporządził Michael Wolgemut. Władca wraz ze swoją małżonką Eleonorą, klęczą pod baldachimem, w asyście trzymaczy dzierżących tarcze z herbami władców. Ukazano tu również rodzinę cesarską, nadto kolejnych trzymaczy z tarczami herbów ziem należących do ówczesnej Rzeszy, głównie wchodzących w skład dóbr dynastii habsburskiej m.in. arcyksięstwo Austrii, hrabstwa Pfirt, Tyrolu, Krajiny etc. W kwaterach górnej części okna ukazano żywot cesarza Konstantyna Wielkiego.

#### Witraż Knorra
Swoją nazwę zawdzięcza fundacji witraży przez proboszcza kościoła dr Petrusa Knorra (ok. 1410–1478), wykształconego m.in. na uniwersytetach w Lipsku, Bambergu i Heidelbergu w zakresie prawa kanonicznego; pełnił rolę prepozyta w Wetzlarze, kanonika w Bambergu i Augsburgu. Jego wizerunek figuruje w dolnej partii kompozycji. Wyżej ukazano świętych męczenników Szczepana i Wawrzyńca oraz parę cesarską świętych Henryka i Kunegundę, w powszechnym dla nich typie ikonograficznym, podtrzymujących model katedry w Bambergu.

#### Witraż Konhofera
Witraże są pośmiertną fundacją Dr. Konrada Konhofera, proboszcza tegoż kościoła oraz prepozyta katedry w Ratyzbonie. Ukazano tu żywot św. Katarzyny Aleksandryjskiej z wyróżnioną sceną Mistycznych Zaślubin. Fundator dzieła został ukazany w asyście świętych Wawrzyńca, Sebalda, Deocarusa oraz Czterech Doktorów Kościoła: Grzegorza, Augustyna, Ambrożego i Hieronima.

#### Witraż Rieterów
Kwatery witraży tworzą razem cykl o Mojżeszu w oparciu o wybrane wydarzenia zapisane w Księdze Wyjścia: Jahwe objawia się Mojżeszowi (Krzew gorejący); Spotkanie Mojżesza z Aaronem; Mojżesz i Aaron przemawiają do Izraelitów; Spotkanie Mojżesza i Aarona z faraonem; Siedem plag; Wyjście z ziemi egipskiej; Przejście Izraelitów przez Morze Czerwone; Pościg Egipcjan; Mojżesz otrzymuje od Jahwe tablice kamienne; Mojżesz rozbija tablice; Taniec wokół złotego cielca; Jozue i Kaleb; Jozue i Mojżesz; Śmierć Mojżesza, Zaprowadzenie Izraelitów przez Jozuego do Ziemi Obiecanej. Inicjatorem programu ikonograficznego i fundatorem witraży byli Sebald i Piotr Rieterowie, w podzięce za ich pielgrzymkę do Ziemi Świętej w 1479 r.

#### Witraż Wolckammerów
Fundacja Petera Volckamera, który został ukazany w asyście świętych Jerzego i Sebastiana. Kompozycję okna wypełnia Drzewo Jessego; na samej górze Chrystus ukazany jako Vir Dolorum. Wykonany w 1480 roku.

#### Witraże Löffelholzów i Schmidmayerów
Witraże te wypełniają drugie i trzecie (od strony zachodniej) okna nawy południowej. Powstały około 1506 roku, w warsztacie Veita Hirsvogela Starszego (1461-1515), zaś projekt sporządzili Albrecht Dürer oraz jego uczniowie, Hans Baldung Grien i Hans Süß von Kulmbach. Na kwaterach witraża Löffelholzów rozmieszczono sceny Zwiastowania, Bożego Narodzenia, Pokłonu Trzech Króli oraz wizerunki świętych Jana Chrzciciela i Katarzyny Aleksandryjskiej oraz herby rodu. Również herby zdobią witraż Schmidtmayerów, gdzie ukazano sceny z żywota św. Wawrzyńca.  

### Pozostałe dzieła
Wyposażenie kościoła praktycznie w całości stanowi ogromny zbiór dzieł sztuki głównie z doby gotyku. Obok kilkudziesięciu rzeźbionych ołtarzy znajdują się w nim witraże z XV w., zespół figur apostołów z końca XIV w., zdobiące filary nawy głównej.  Część historycznego wyposażenia świątyni trafiła do muzeów, m.in. do pobliskiego Germanisches Nationalmuseum i Bayerisches Nationalmuseum w Monachium.

## Galeria

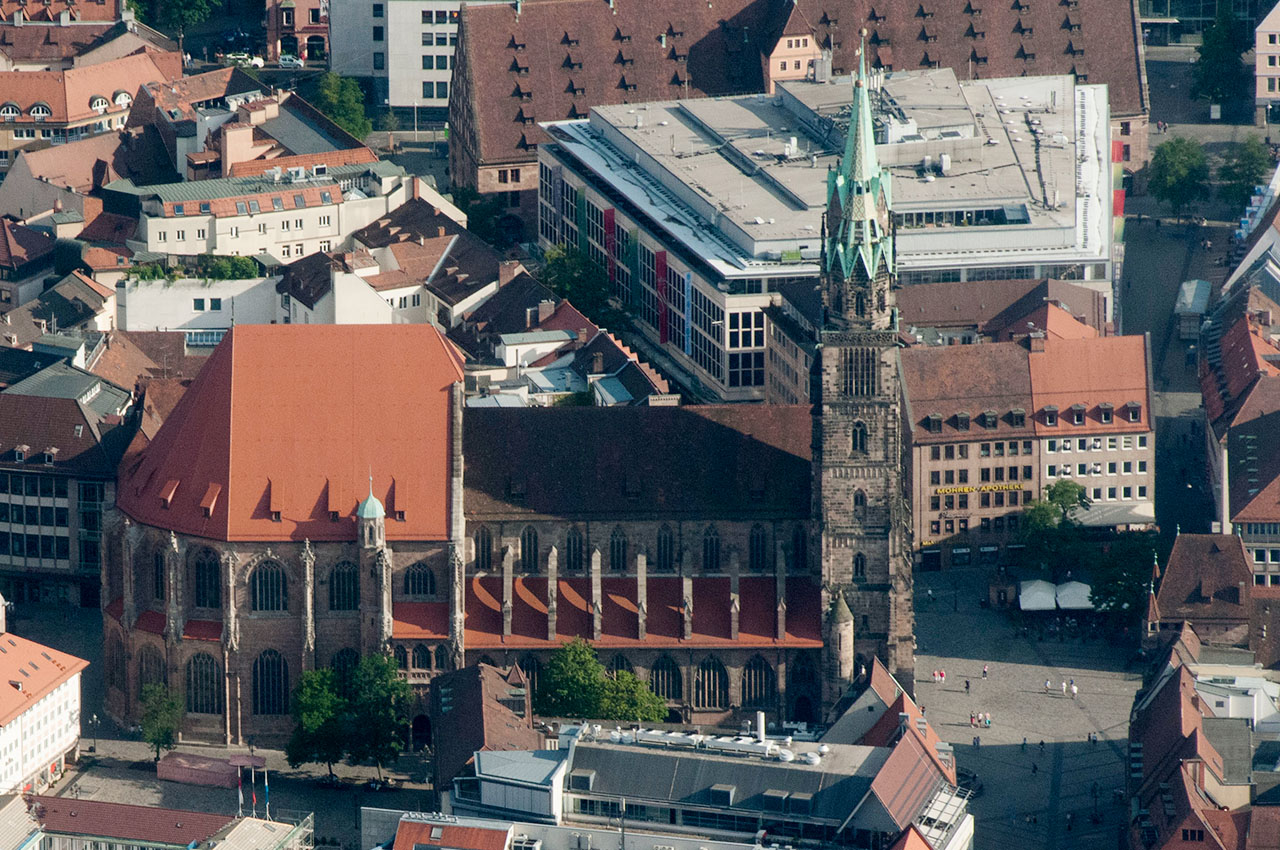
Widok kościoła z lotu ptaka od strony południowej
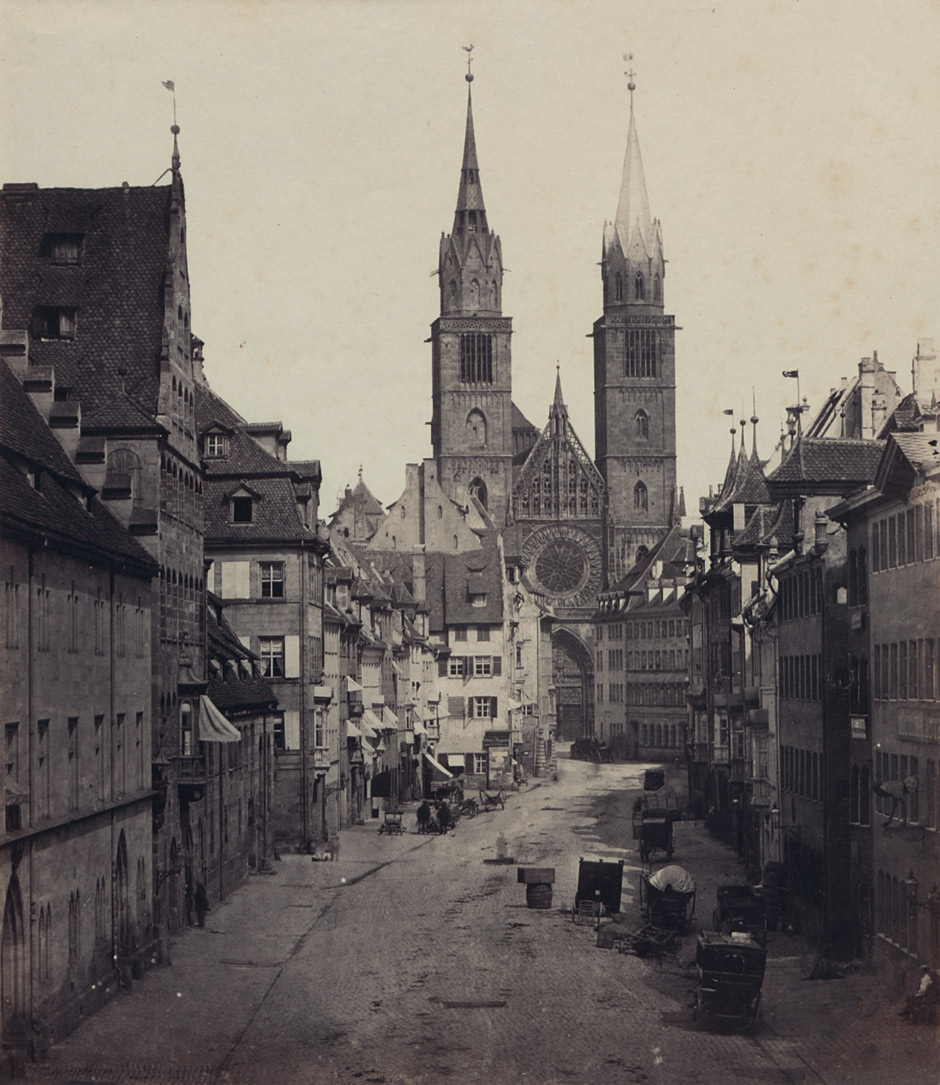
Ul. Karolinenstraße z widokiem na kościół
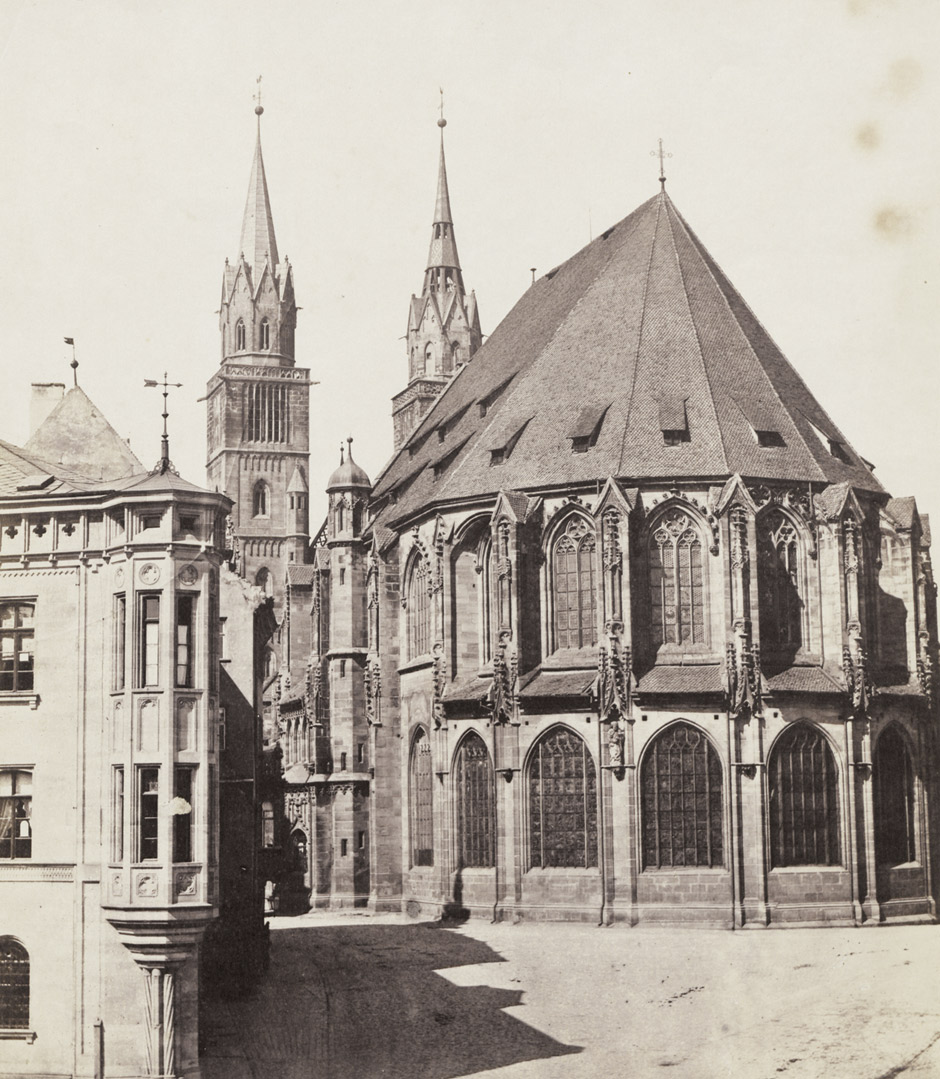
Widok kościoła od strony wschodniej z 1850 r.
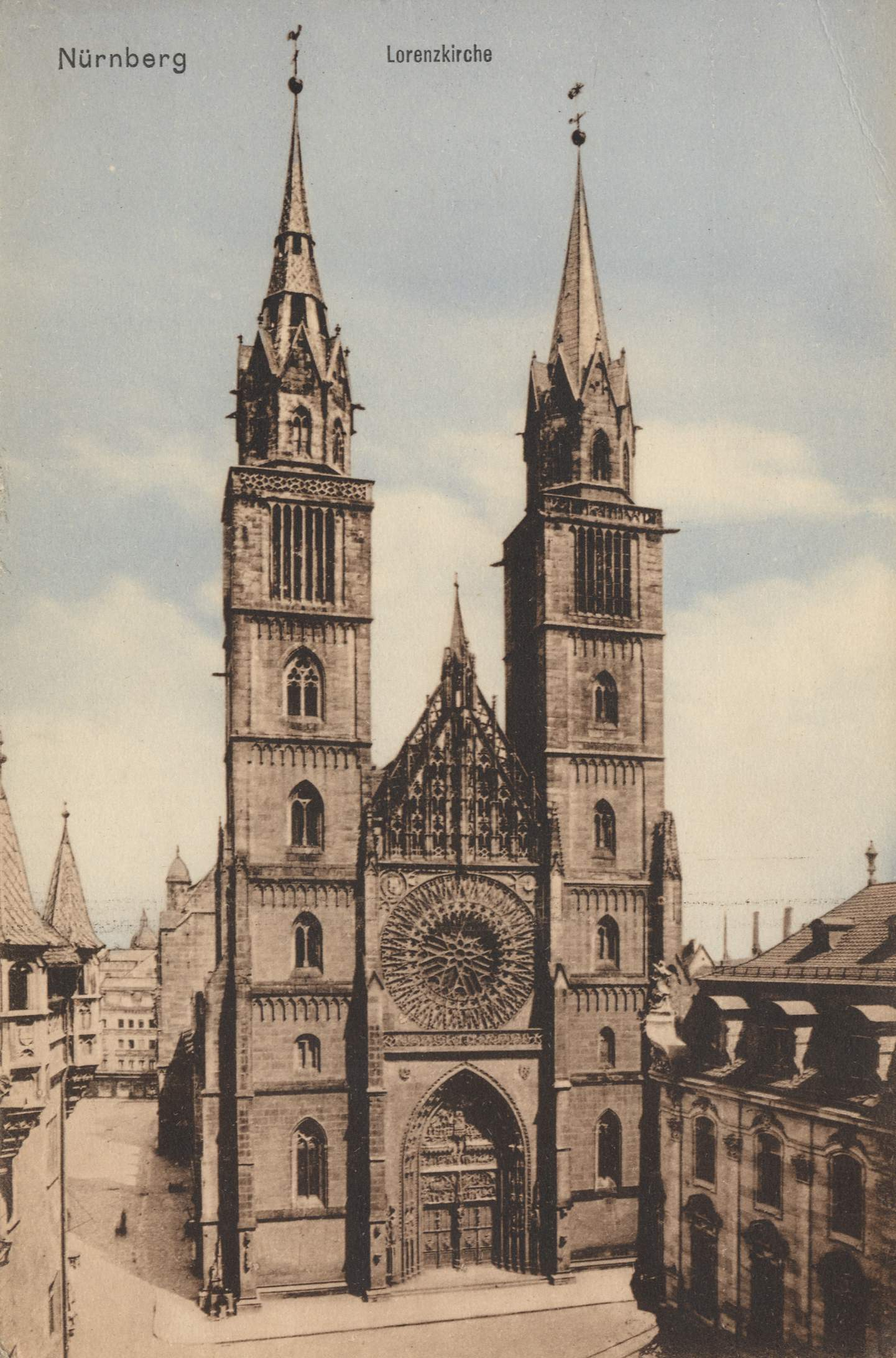
Widokówka z widokiem elewacji zachodniej (frontowej) z ok. 1900 r.

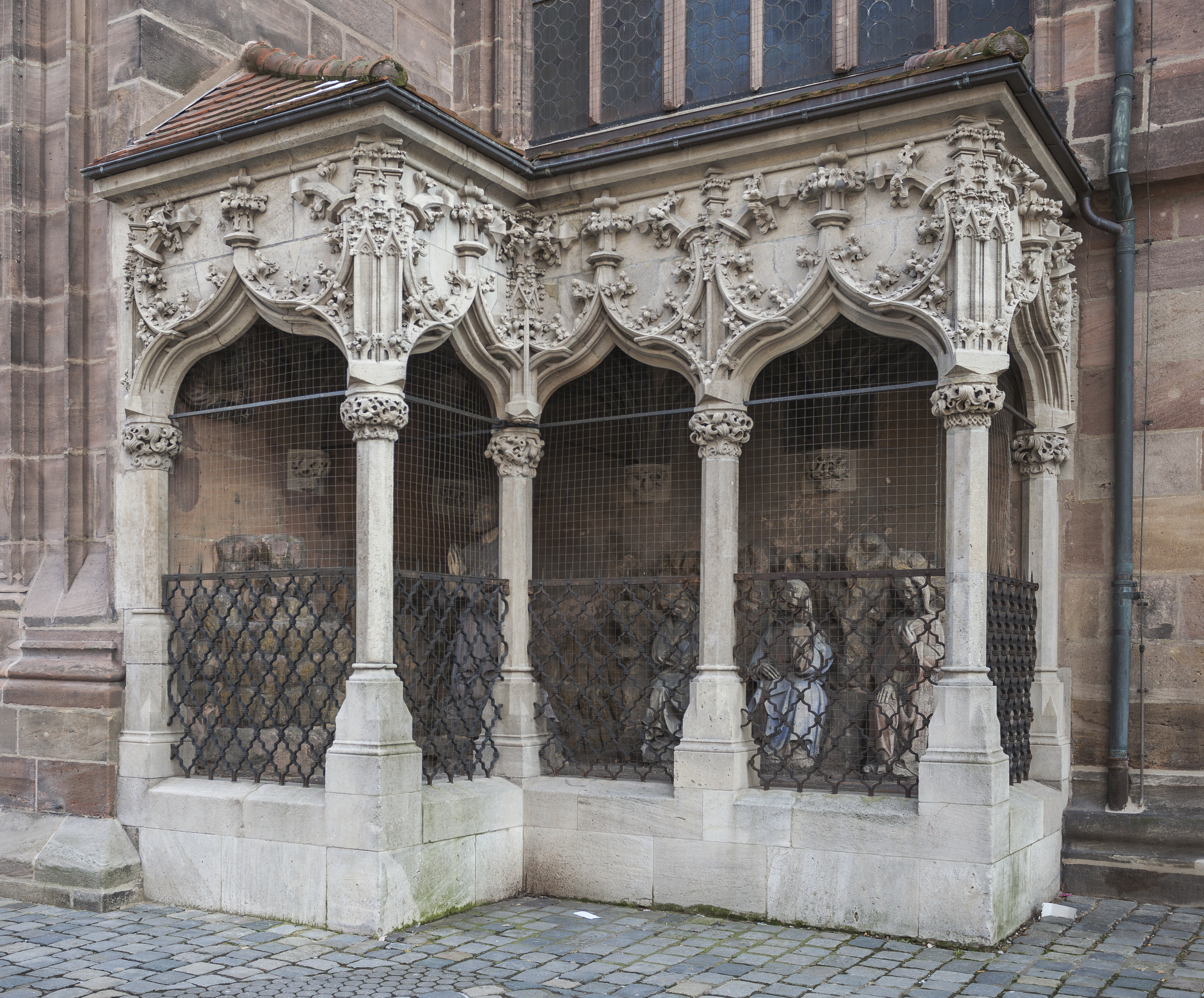
Ogrojec
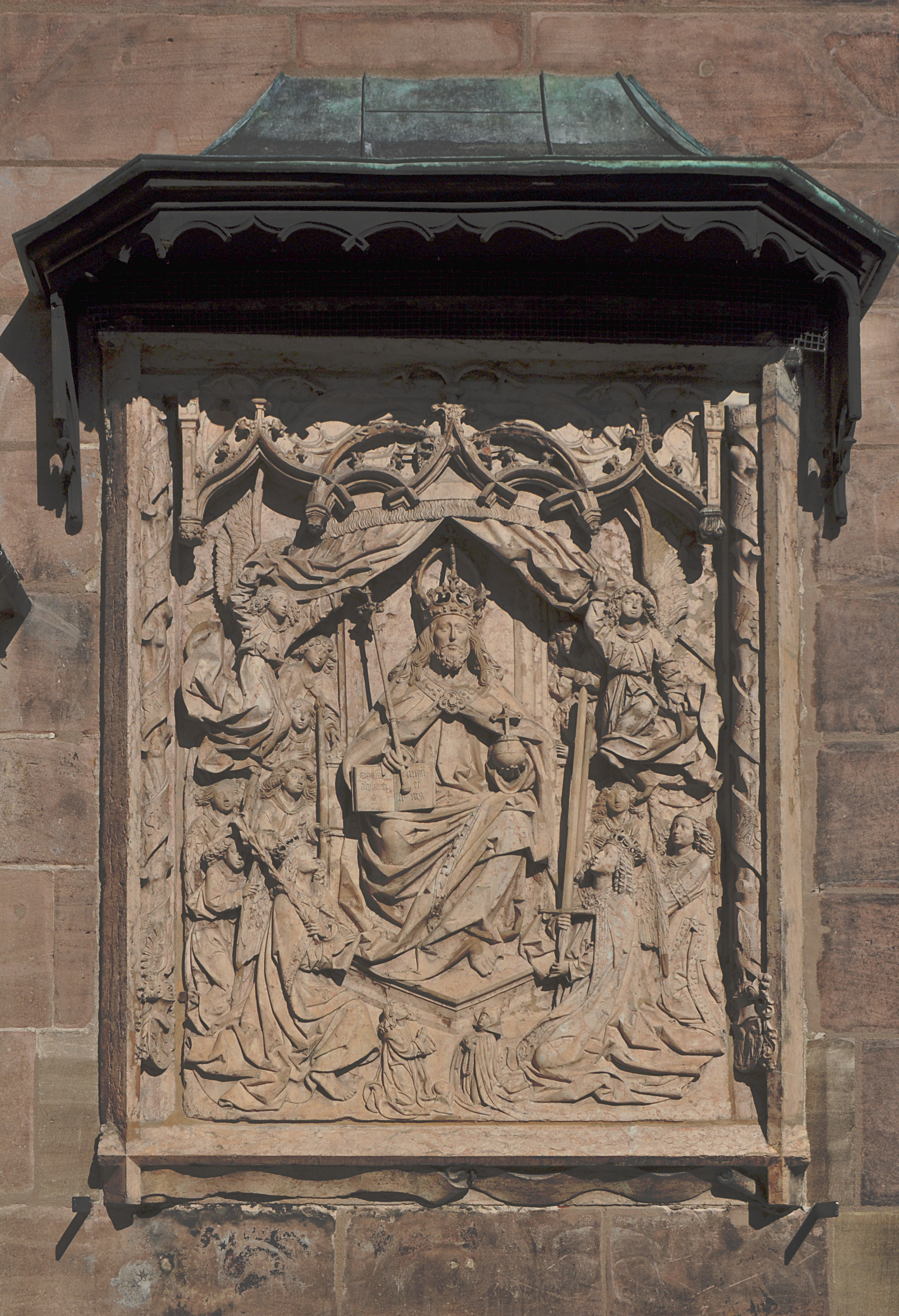
Późnogotyckie epitafium Kunza Horna, wyk. Hans Valkenauer ok. 1502/1505
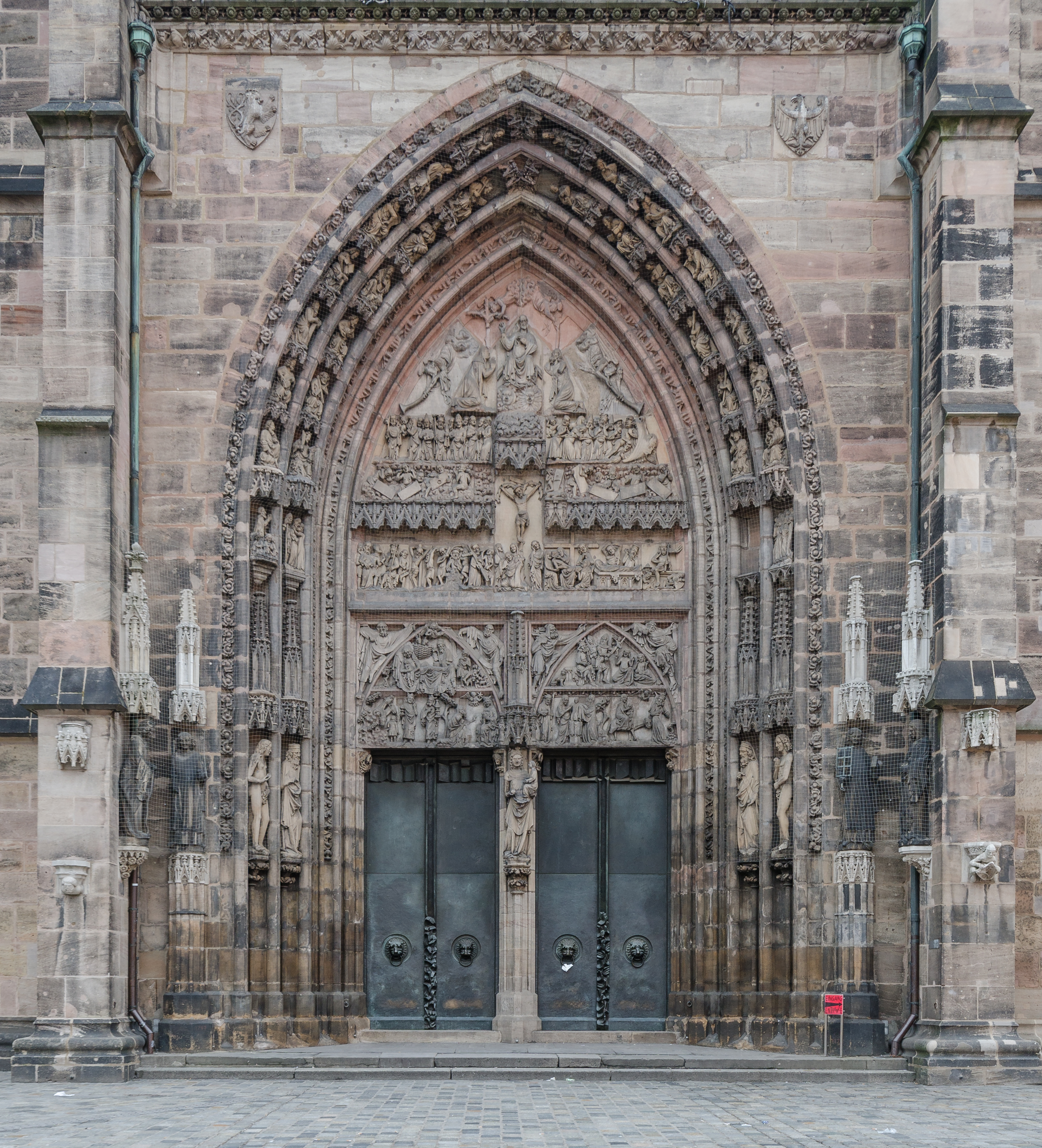
Portal zachodni
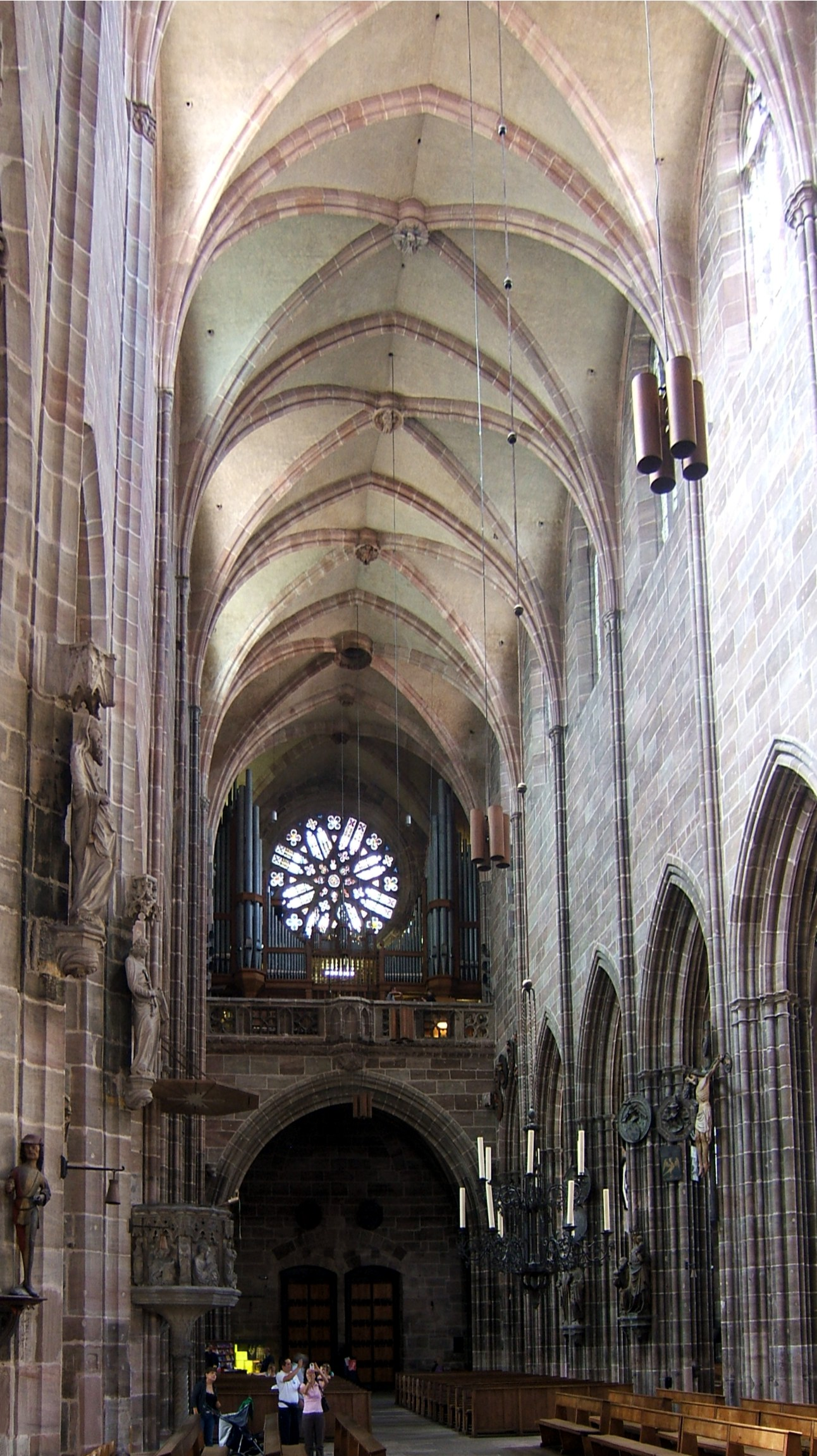
Widok nawy głównej w kierunku zachodnim

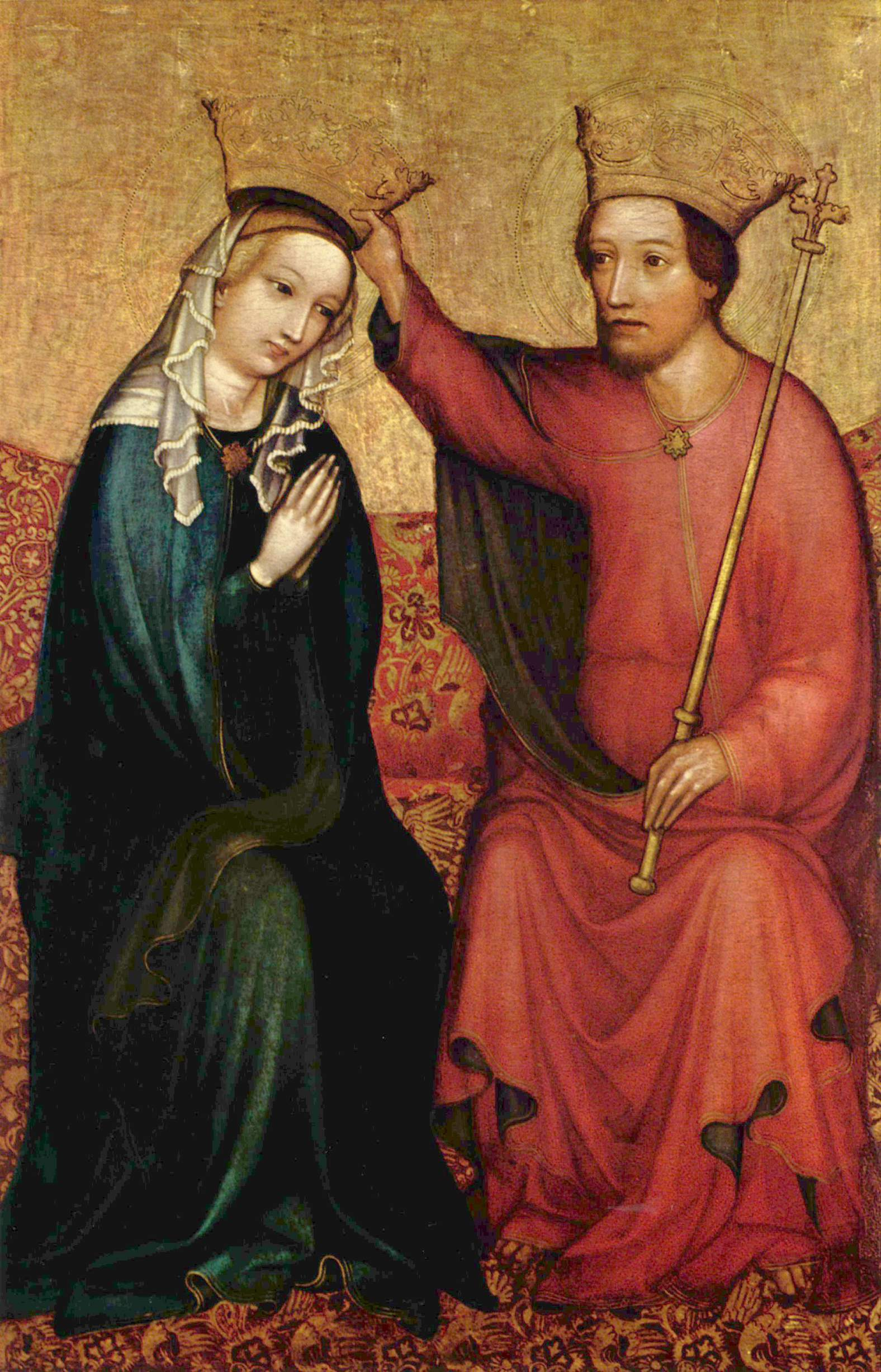
Koronacja Marii, fragment ołtarza Imhoffów
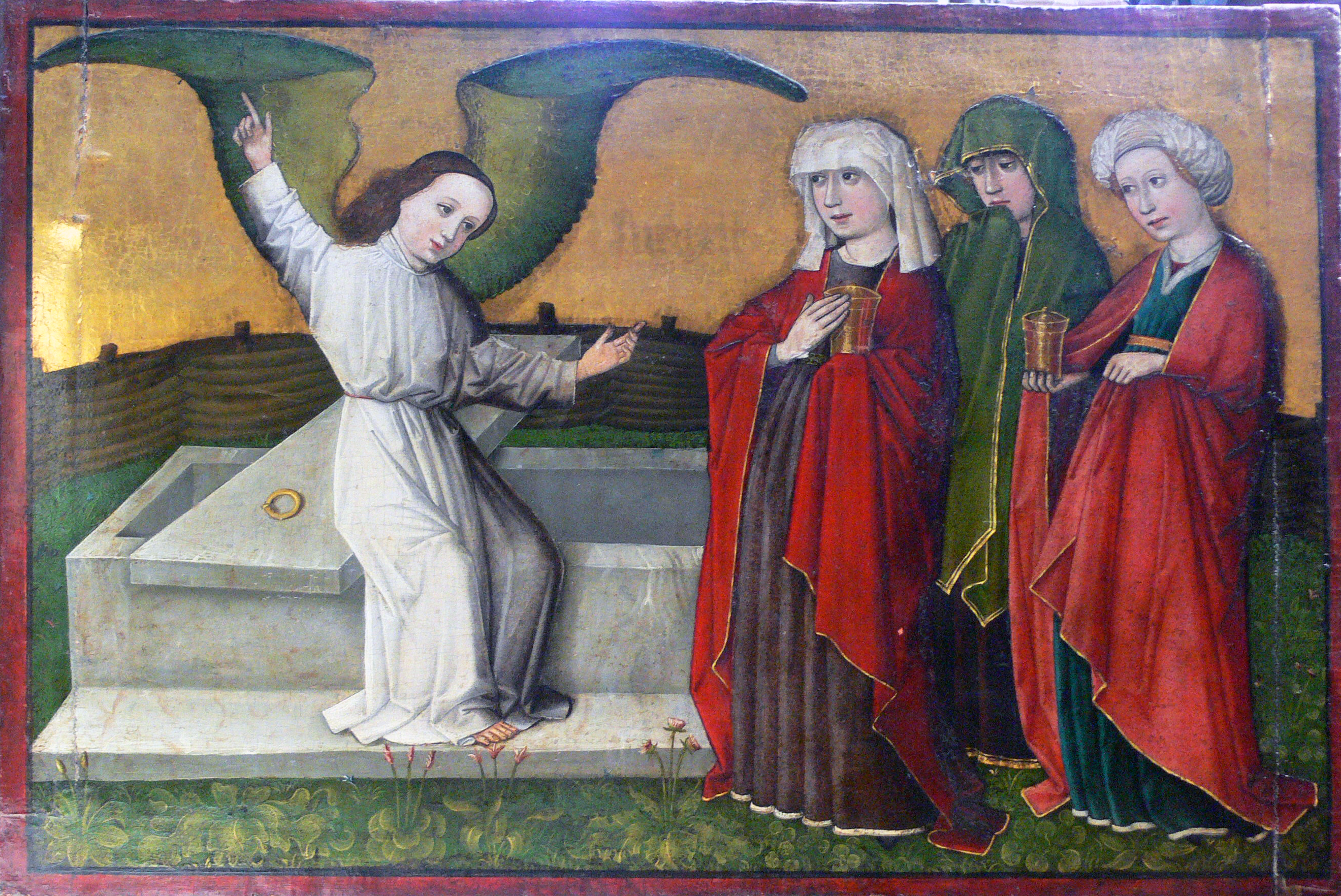
Trzy Marie u grobu – fragment ołtarza Św. Wolfganga
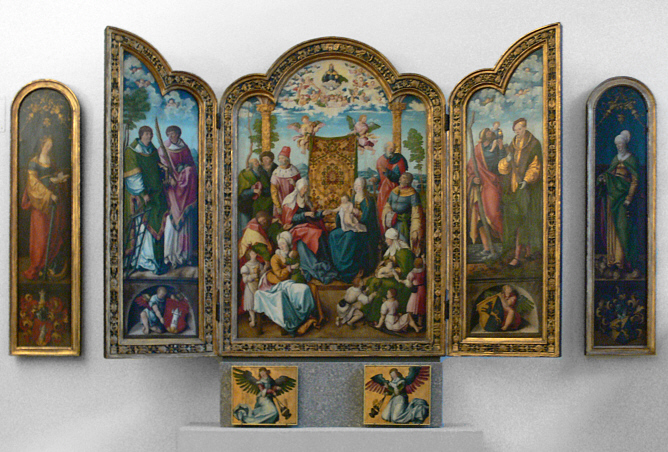
Wolf Traut, Ołtarz Rodziny Marii (Artelshofenów)
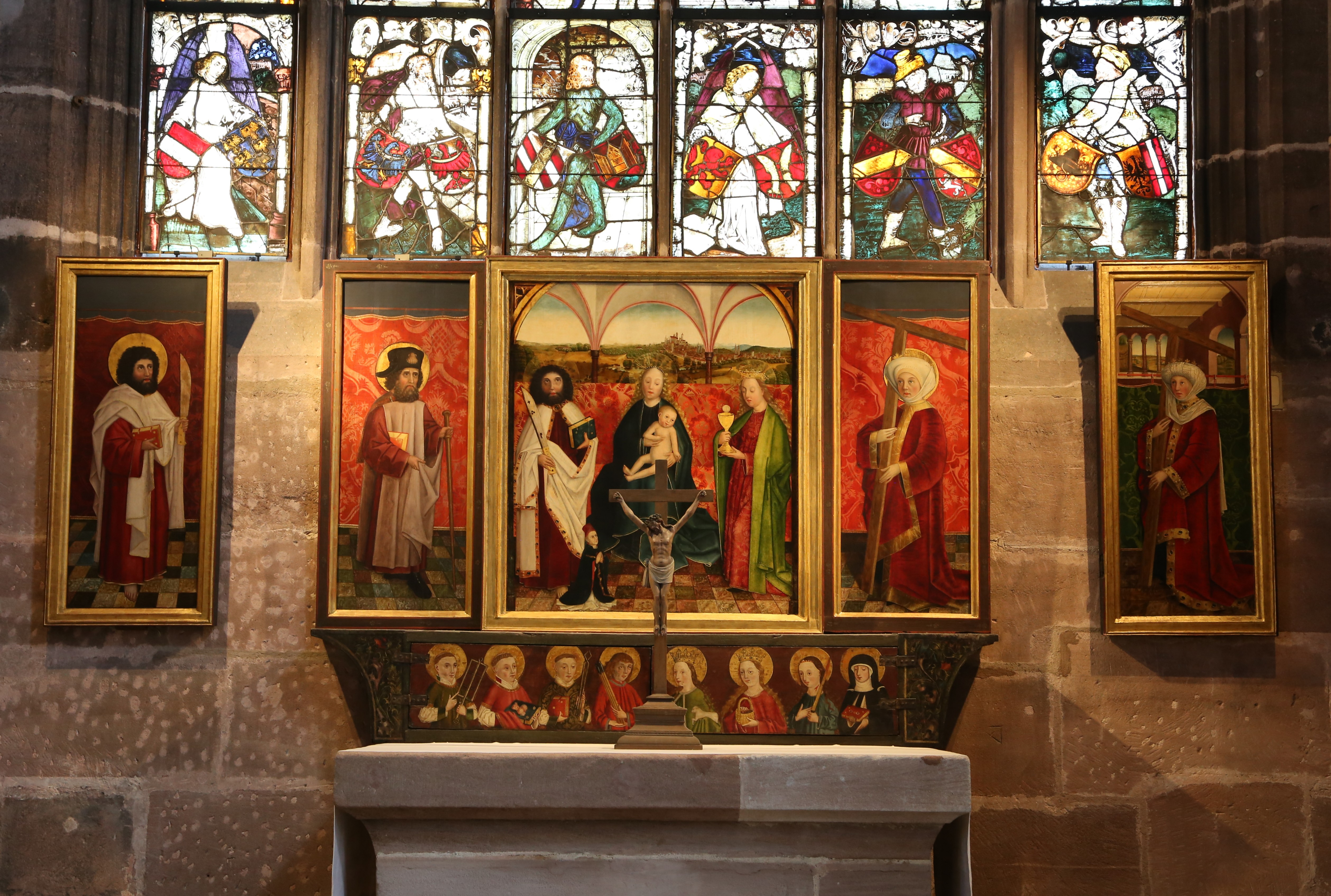
Ołtarz Krella

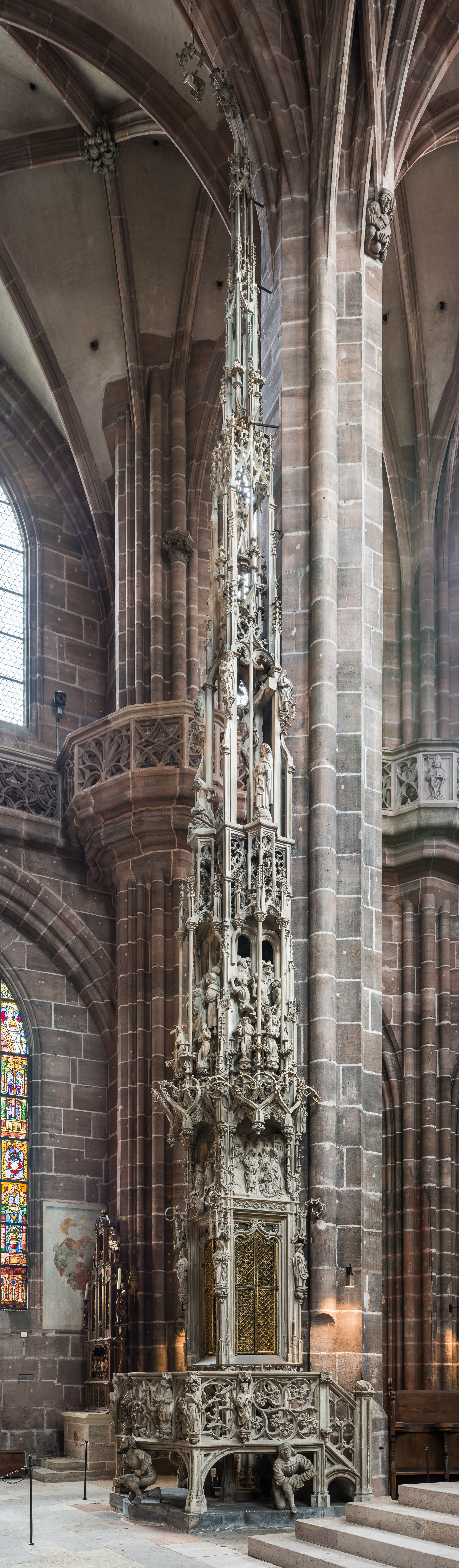
Sakramentarium Adama Kraffta (całość)
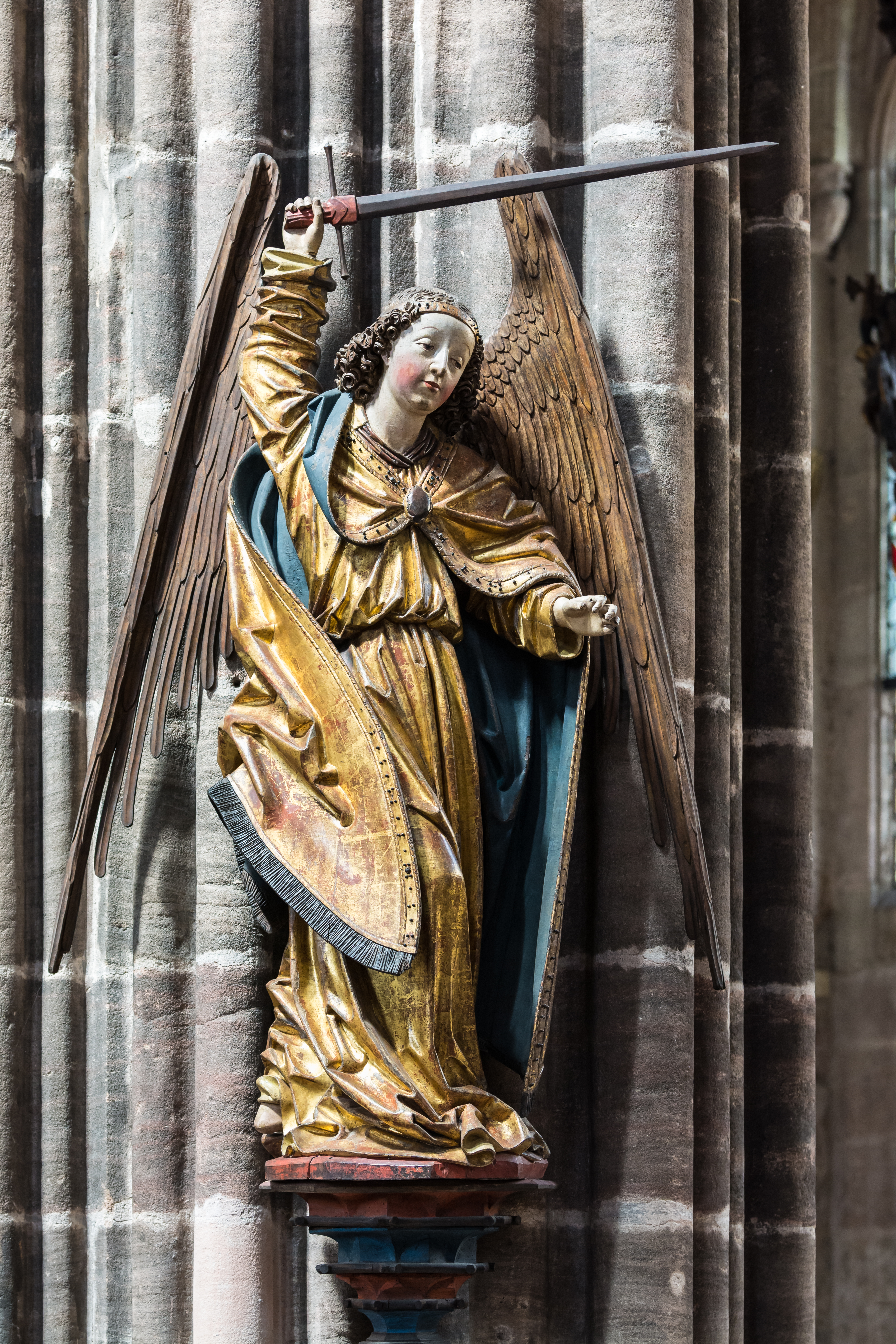
Figura św. Michała Archanioła, z warsztatu Wita Stwosza
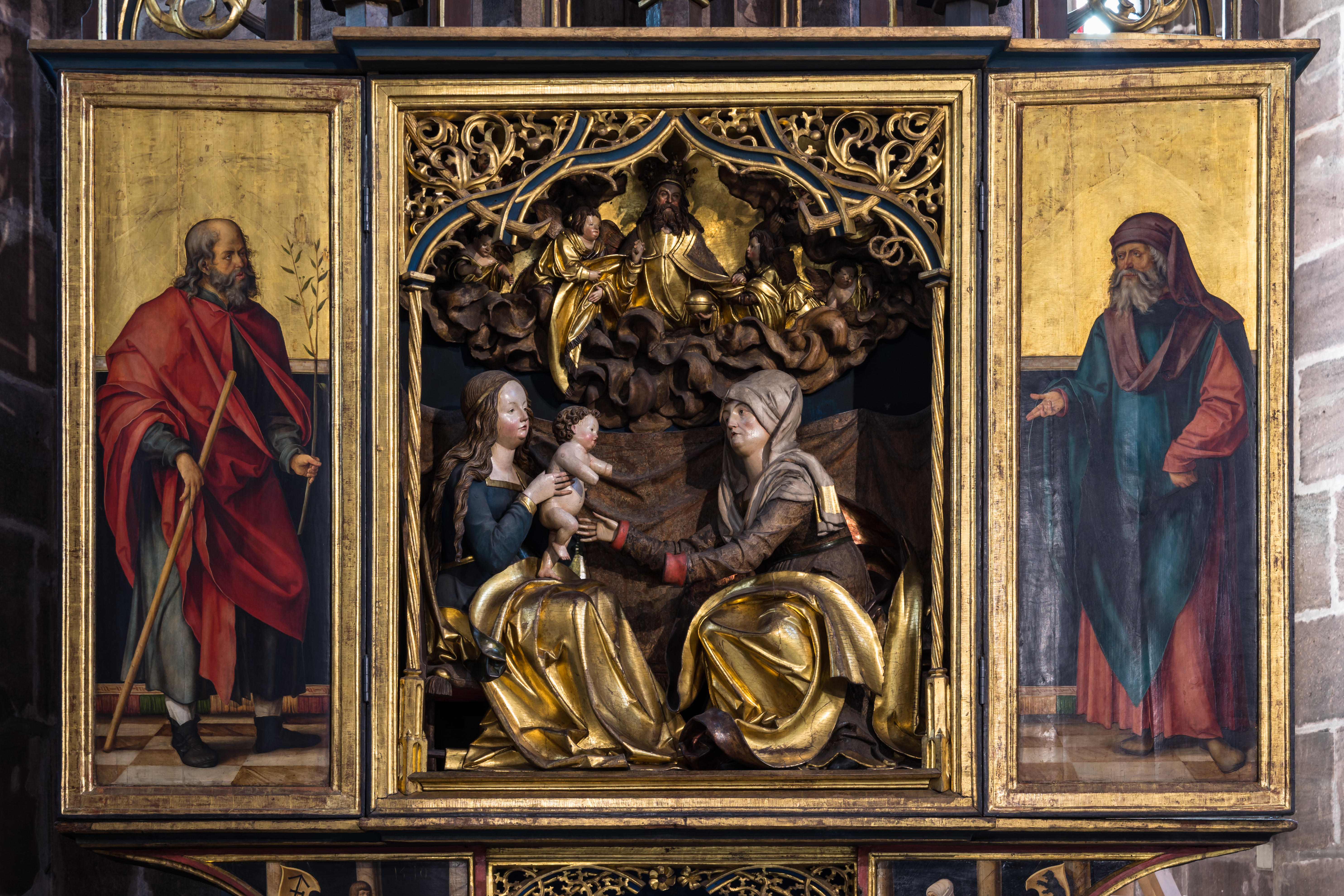
Ołtarz Świętej Anny z malowidłami Hansa von Kulmbacha
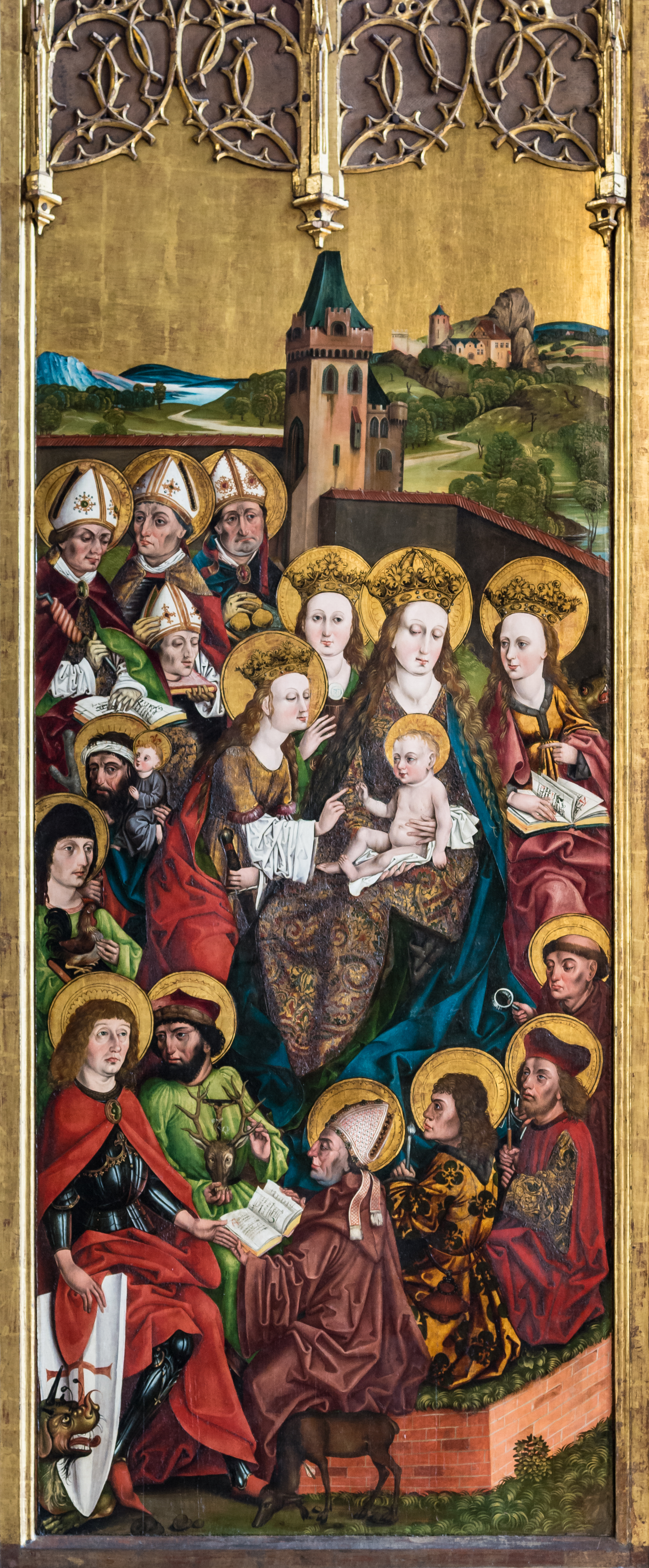
Michael Wolgemut – "Czternastu Wspomożycieli", fragment ołtarza św. Katarzyny

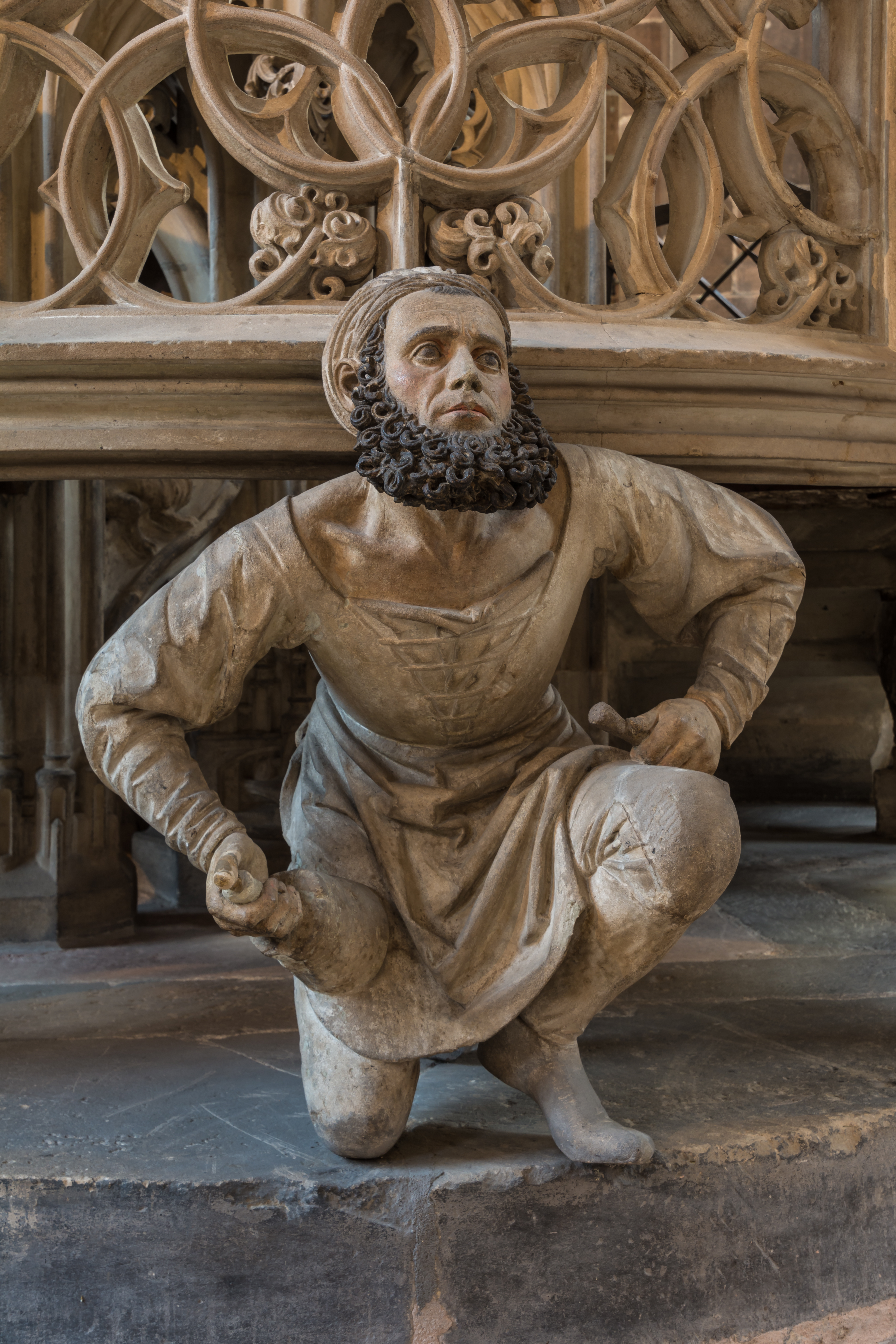
Wizerunek Adama Kraffta, u podstawy sakramentarium
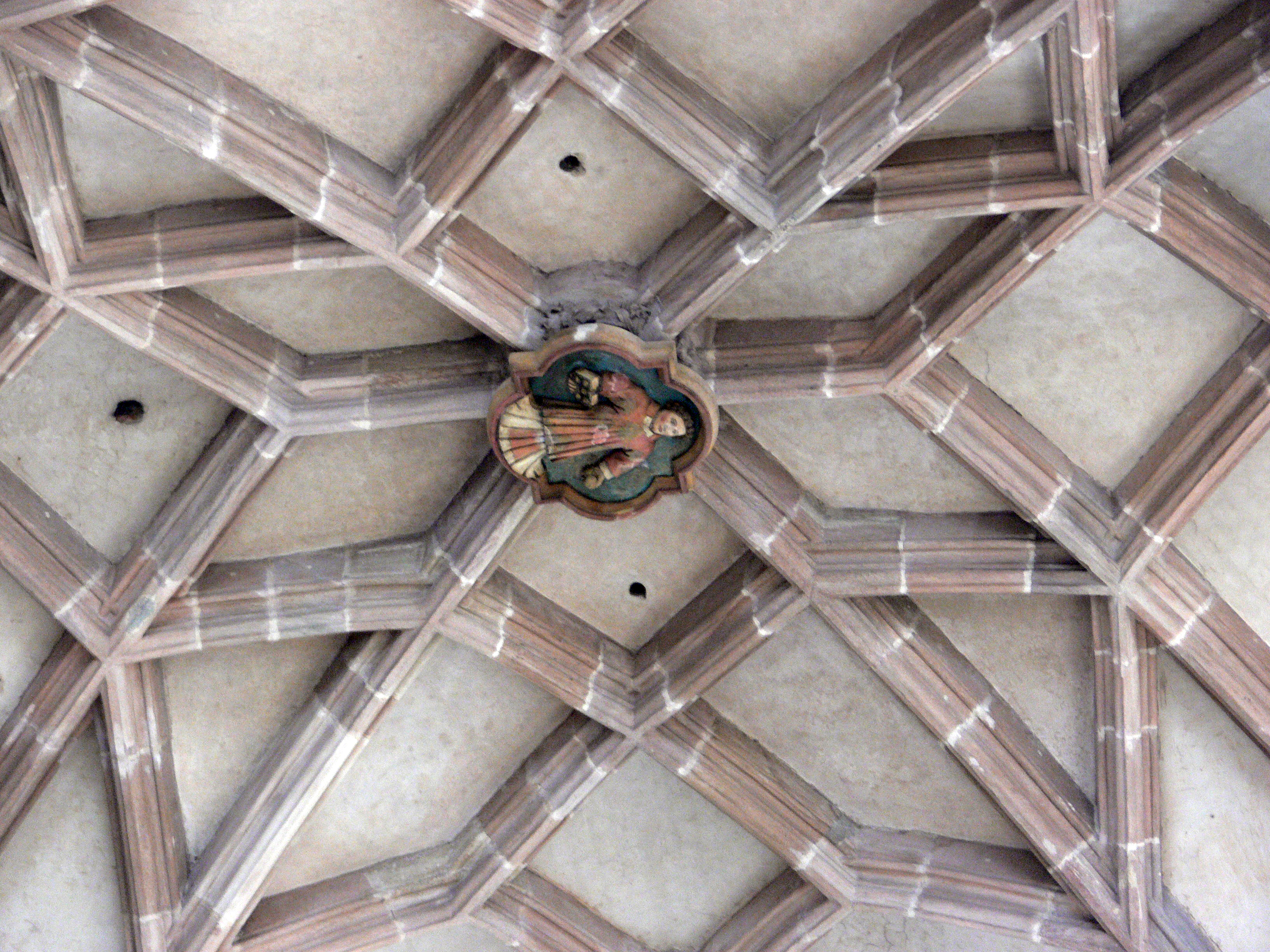
Fragment późnogotyckiego sklepienia prezbiterium ze zwornikiem
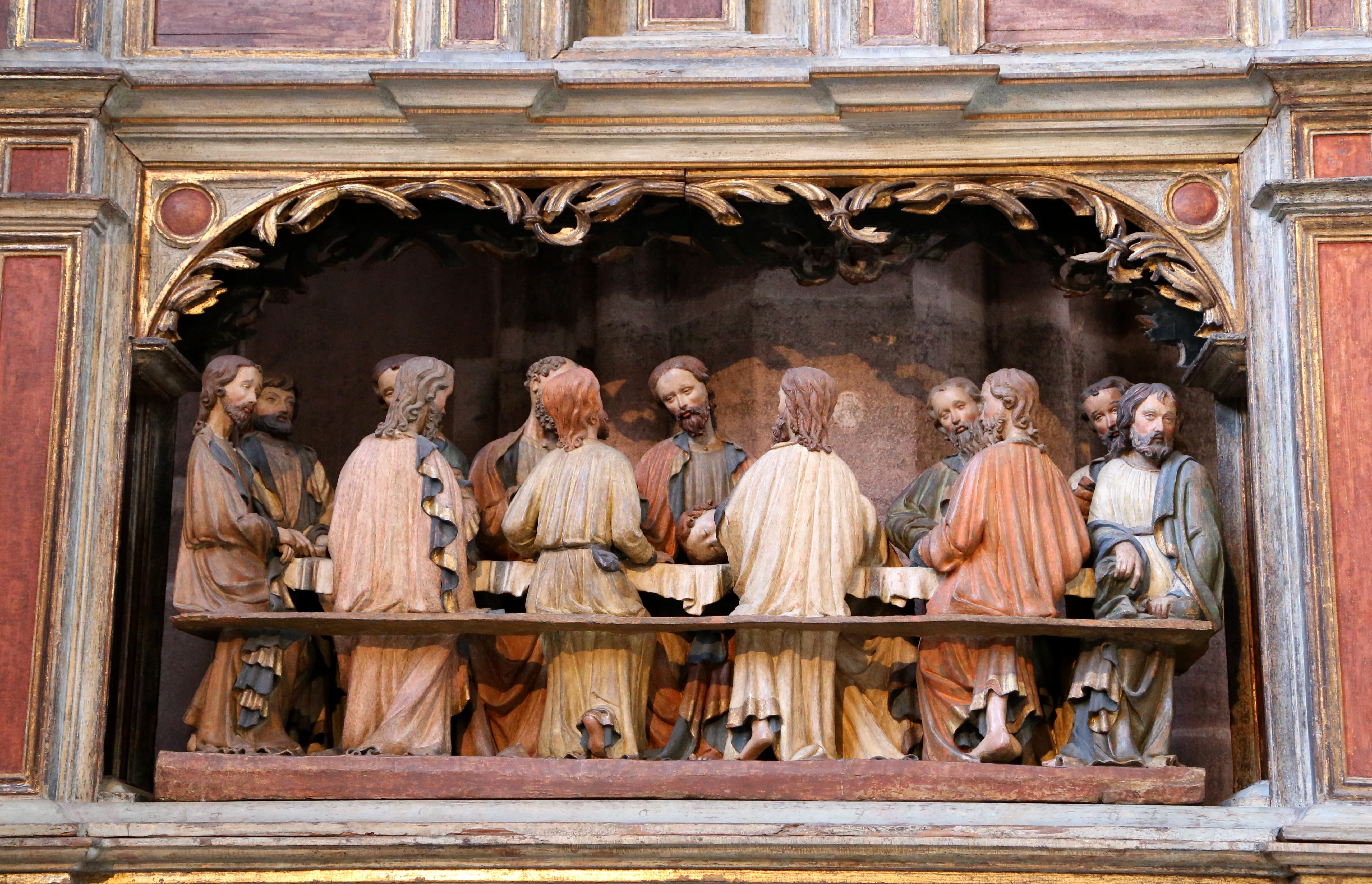
Ostatnia Wieczerza - fragment ołtarza św. Jana
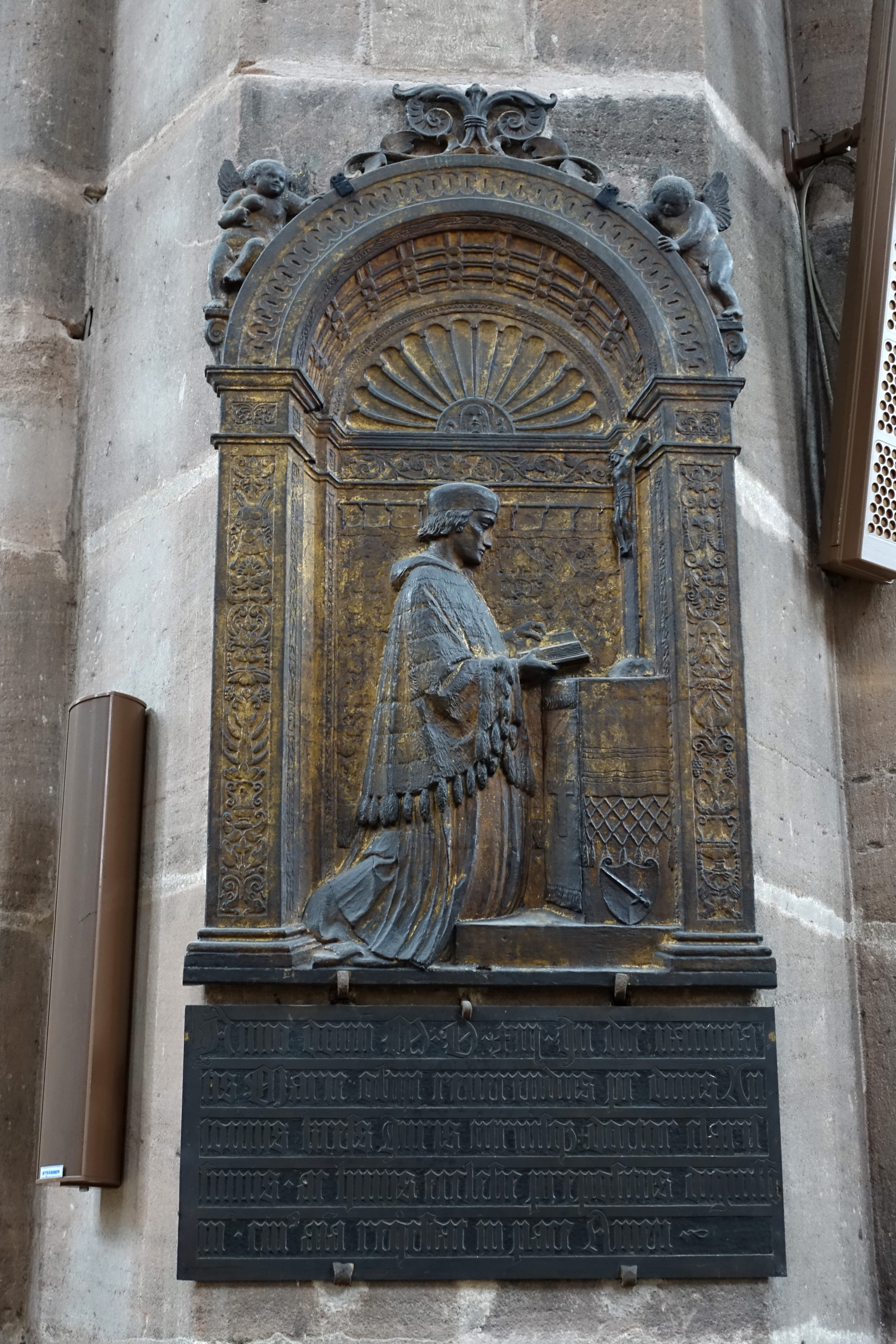
Peter Vischer starszy, Epitafium dra Antona Kressa